# Matthias Gallas

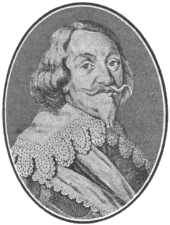
Matthias Gallas

Matthias Gallas (* 17. Oktober 1588 in Trient, Italien; † 25. April 1647 in Wien), ital. Matteo Gallasso, ab 1632 Graf von Gallas zum Schloß Campo und Freyenthurn (auf Martarella), war ein kaiserlicher Feldherr im Dreißigjährigen Krieg. Seine militärische Karriere entwickelte sich in der ersten Hälfte des Krieges im Heer des Oberbefehlshabers Wallenstein schnell und erfolgreich. An der Verschwörung gegen Wallenstein war Gallas als Informant für den kaiserlichen Hof maßgeblich beteiligt und wurde nach dessen Ermordung entsprechend üppig entlohnt.

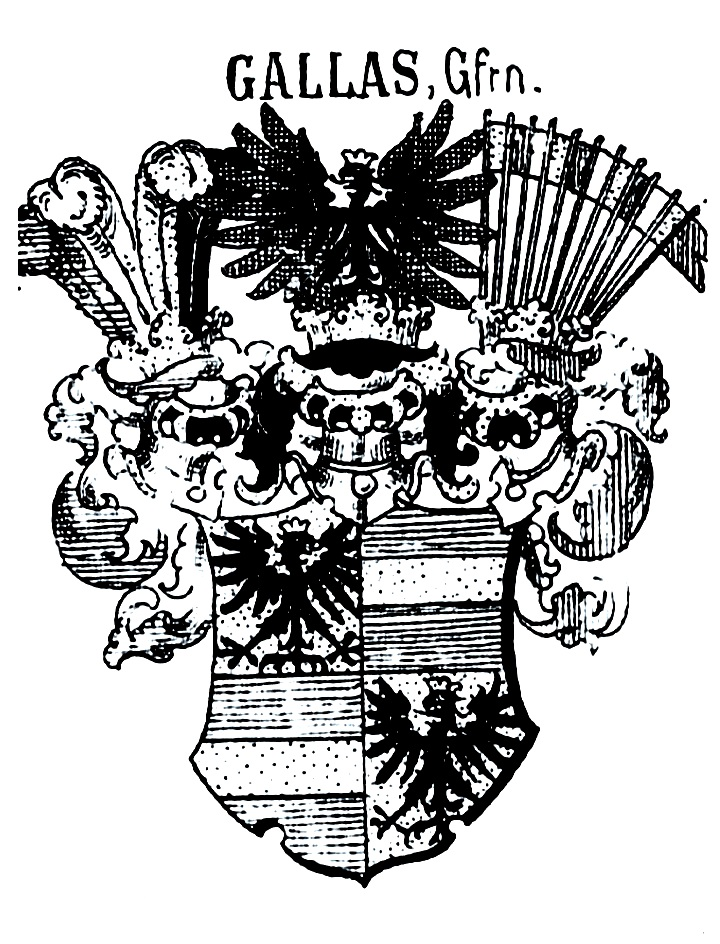
Anlässlich Erhebung in den Reichsgrafenstand verliehenes Wappen: Feld 1 und 4: Gnadenzeichen zur Reichsgrafenwürde; 2 und 3: Stammwappen

In der zweiten Hälfte des Krieges verlief die Karriere von Gallas unter Kaiser Ferdinand III. sehr wechselhaft. Nach dem großen Erfolg in der Schlacht bei Nördlingen, der vorübergehend zur Auflösung des schwedischen Heeres führte, und der anschließenden Eroberung des Rheinlandes endeten viele Feldzüge enttäuschend oder sogar mit dem Verlust ganzer Heeresverbände, was ihm die verunglimpfende Bezeichnung „Heerverderber“ einbrachte. Teilweise waren die Misserfolge wegen grassierender Seuchen und extremer Wetterlagen unverschuldet, teilweise trug Gallas wegen seines Gehorsams gegenüber undurchführbaren Plänen des Hofes und wegen seiner übergroßen Vorsicht und zunehmender  Passivität maßgeblich dazu bei. In der älteren Literatur wird meist Gallas und sein persönlicher Lebenswandel für Niederlagen und Misserfolge verantwortlich gemacht und auf seine Trunksucht oder die angeblich fehlende Bildung und Kompetenz verwiesen. Die neuere Literatur zur zweiten Kriegshälfte enthält sich der wertenden Äußerungen zur Person Gallas. Stattdessen wird hervorgehoben, dass die im Prager Frieden 1635 festgelegten Mitbestimmungsrechte der Reichsstände hinsichtlich Finanzierung, Versorgung und Einquartierung eines Heeresverbandes es dem jeweiligen Heerführer sehr schwer machten, einen Heeresverband dauerhaft über einen Feldzug und besonders über den Winter zu erhalten.
Gallas war ein General, der nie eine große Schlacht verlor, weil er nach der gewonnenen Schlacht bei Nördlingen seine Truppen in keine weitere mehr führte. Gallas wollte seine Heere nicht leichtsinnig im Kampf riskieren, konnte aber dennoch nicht verhindern, dass seine Heeresverbände wiederholt untergingen, weil ausreichende Versorgung und Nachschub fehlten. Zwar beklagte sich Gallas häufig über die unhaltbaren Zustände bei seinen Feldzügen, folgte aber stets gehorsam dem Willen des kaiserlichen Hofs. Mutmaßlich hatte er seine Lehren aus dem Schicksal Wallensteins gezogen, den die Weigerung, bestimmte Feldzüge zu führen, den Kopf gekostet hatte.

## Abstammung

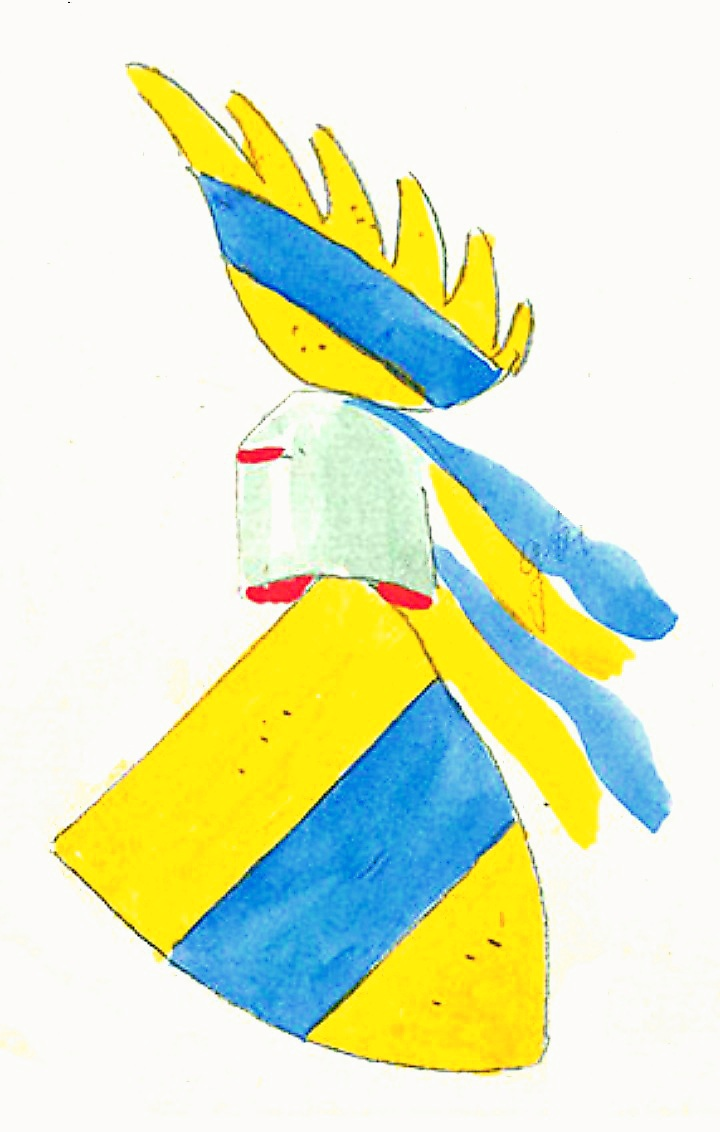
Stammwappen derer de Campo (Gallasso de Castel Campo)

Ältere Quellen nennen als Geburtsdatum fälschlicherweise den 16. September 1584.
Matthias Gallas stammte aus einem Geschlecht des Tridentinischen Uradels, das mit Odalricus de Campo und seinem Sohn Fridericus am 22. Juli 1163 urkundlich zuerst erwähnt wird und im 15. Jahrhundert den Vornamen Gallasio de Castel Campo in der Namensform „di Gallasso“ als Familiennamen übernahm.
Im 15. und 16. Jahrhundert zählten die Gallasso de Castel Campo zum niederen Lehnsadels Judikariens, der Tallandschaft nordwestlich des Gardasees. Seine Familie hatte von den Fürstbischöfen von Trient das Schlösschen Campo als Lehen erhalten, das ihr allerdings nach Aussterben einer Seitenlinie verloren ging. Der Vater von Matthias Gallas, Pancrazio Gallasso, starb nach langjährigem Kriegsdienst am 22. Juli 1612 im Rang eines kaiserlichen Obristwachtmeisters in Tirol. Er war mit Annunziata Marcanti di Gandina, Tochter des Octavio Marcanti di Gandina und der Euphemia von Taxis verheiratet.

## Militärische Laufbahn

Matthias Gallas, zeitgenössisches Porträt (Heeresgeschichtliches Museum Wien)

### Erste Schritte und böhmischer Krieg
Über die Jugend und den frühen militärischen Werdegang von Matthias Gallas, der im Palazzo Galasso in Trient geboren wurde, ist nur wenig Verlässliches bekannt. Er war erst Page und dann Kavallerist unter Ferdinando Madruzzo, einem Bruder des Kardinals und Trienter Fürstbischofs Carlo Gaudenzio Madruzzo. Seinen ersten Feldzug absolvierte er wahrscheinlich mit dem spanischen Heer in Flandern und kämpfte dann 1616 und 1617 unter Giannangelo Madruzzo im Spanisch-Piemontesischen Krieg. 1616 nahm er als Fähnrich an der Belagerung von Vercelli im Piemont teil, kurz darauf wurde er Leutnant. Anfang 1619 erfolgte sein erster Karrieresprung durch die Ernennung zum Hauptmann und Kommandanten der Festung Riva am nördlichen Gardasee. Hier diente er zusammen mit Johann von Aldringen, den er möglicherweise schon durch dessen frühere Schreibertätigkeit für Gallas’ Vater Pancrazio kannte. Für beide begann eine bis zum Tod von Aldringen im Juli 1634 andauernde Zweckgemeinschaft. Gallas blieb bis Januar 1621 in Riva.
Wenige Jahre nach Ausbruch des Dreißigjährigen Krieges wechselte Gallas 1621 in den Dienst der Katholischen Liga und wurde Oberst eines Fußregiments. Die ersten Auszeichnungen erwarb er sich im August 1623 in der Schlacht bei Stadtlohn, nahe der niederländischen Grenze, wo das weit überlegene Liga-Heer unter Tilly das auf der Flucht befindliche Heer des protestantischen Feldherren Christian von Braunschweig-Wolfenbüttel fast vollständig vernichtete. Auch bei der Belagerung und Einnahme der wohlhabenden und stark befestigten Handelsstadt Krempe in Holstein, die unter dem Einfluss des dänischen Königs Christian IV. stand, durch Wallensteins Heer im November 1628, erwarb sich Gallas Anerkennung.
Trotz Fürsprache des Liga-Heerführers Graf Tilly verweigerte Gallas’ Dienstherr, Kurfürst Maximilian von Bayern, ihm die Beförderung zum General-Wachtmeister. Deshalb wechselte er Anfang des Jahres 1629 unter Vermittlung von Aldringen aus dem bayerischen Ligaheer in das kaiserliche Heer unter Wallenstein, wo auch Aldringen tätig war. Der Wechsel war mit der Beförderung zum General-Wachtmeister verbunden und löste bei Maximilian Ärger wegen ungebührlichen Verhaltens aus.

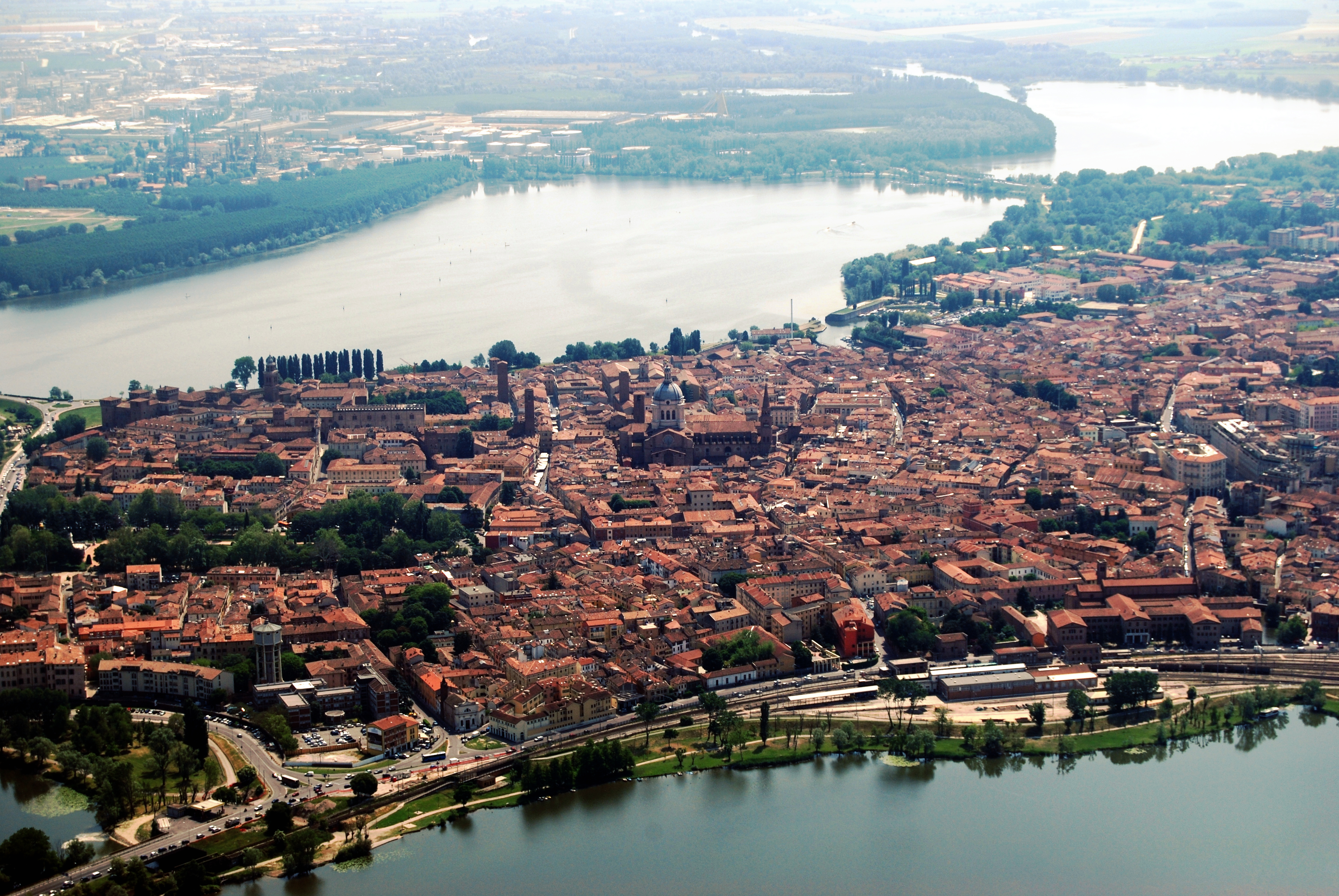
Luftbild Mantua / Lombardei

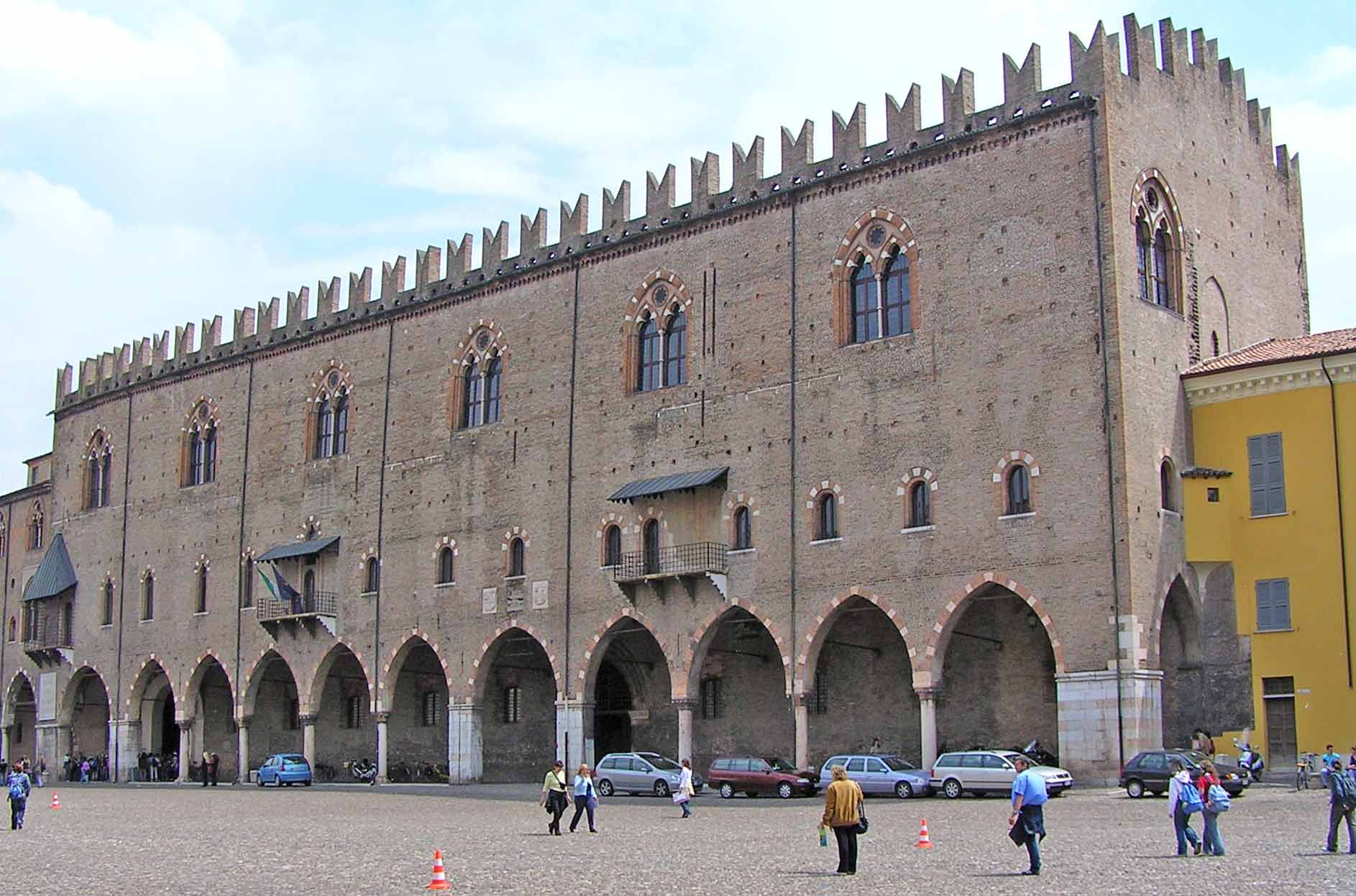
Palazzo ducale (Herzogspalast) in Mantua

### Italienfeldzug nach Mantua
Im September 1629 versuchte Wallenstein vergeblich, Kaiser Ferdinand II. von einer Beteiligung am Erbfolgekrieg in Mantua abzuhalten. Wallenstein wollte eine Schwächung der kaiserlichen Truppen im Reich abwenden, da er ein Eingreifen der Schweden und damit auch die Gefährdung seines neuen Herzogtums Mecklenburg befürchtete. Der Kaiser forderte aber die militärische Unterstützung Spaniens und des prohabsburgischen Prätendenten Ferrante II. Gonzaga von Guastalla gegen den von Frankreich unterstützen Carlo I. von Nevers. Unter dem Kommando von Gallas und Aldringen, beide als Generalfeldwachtmeister, wurden zwei Korps nach Italien zum dortigen Oberbefehlshaber Feldmarschall Collalto in Marsch gesetzt. Begleitet wurden sie von Ottavio Piccolomini, dem vorigen Kommandeur von Wallensteins Leibgarde. Auf dem Weg nach Oberitalien heirateten Gallas und Aldringen auf Schloss Arco am Gardasee die Schwestern Isabella und Livia aus dem Adelsgeschlecht der Grafen Arco.
In Italien angekommen erkrankte Collato. Die drei kaiserlichen Offiziere übernahmen das Kommando und eroberten im Juli 1630 Mantua. Die Stadt und der Herzogspalast wurden tagelang schwer geplündert, wobei sich Gallas, Aldringen und Piccolomini an den Schätzen des Palastes maßlos bereicherten. Sie ließen Juwelen, Gemälde, Statuen, Prunkmöbel, Tapisserien, goldene Service und Silberzeug mit mehreren Wagenladungen in die Heimat abtransportieren. Zur gleichen Zeit im Dezember 1630 wurde in Wien Wallenstein vom Kaiser als Oberbefehlshaber des kaiserlichen Heeres abberufen und Gallas gewann nach dem erfolgreichen Mantua-Feldzug sowohl am kaiserlichen Hof in Wien als auch im Offizierskorps des Heeres an Ansehen und Beziehungen. Gallas blieb in Italien, um den Frieden von Cherasco mit zu verhandeln. In den Verhandlungen konnte er eine Demilitarisierung des Veltlins verhindern und das Gebiet damit unter habsburgischer Kontrolle halten.

### Schwedischer Krieg bis Ende 1632
Mit dem Friedensschluss im Juni 1631 war der Erbfolgekrieg um Mantua so spät beendet worden, dass Gallas und Aldringen mit ihren Truppen, so wie es Wallenstein befürchtet hatte, nicht mehr rechtzeitig aus Italien zurückkamen, um den Vormarsch der schwedischen Truppen unter König Gustav Adolf nach dessen Landung in Pommern im Juli 1630 verhindern zu können. Sie kamen auch zu spät, um die schwere Niederlage der Truppen der Katholischen Liga unter Tilly in der Schlacht bei Breitenfeld am 17. Sept. 1631 zu verhindern. Aldringen kam mit seinem Korps noch bis in die Nähe von Leipzig und konnte seine Truppen im Thüringer Wald vor den siegreichen Schweden verbergen. Gallas, der nach seiner Rückkehr zum Reichsgrafen erhoben worden war, dirigierte sein Korps nach Eger und übernahm zum Schutz von Böhmen als Feldzeugmeister das Kommando über den verbliebenen kaiserlichen Anteil des geschlagenen Heeres der Katholische Liga.

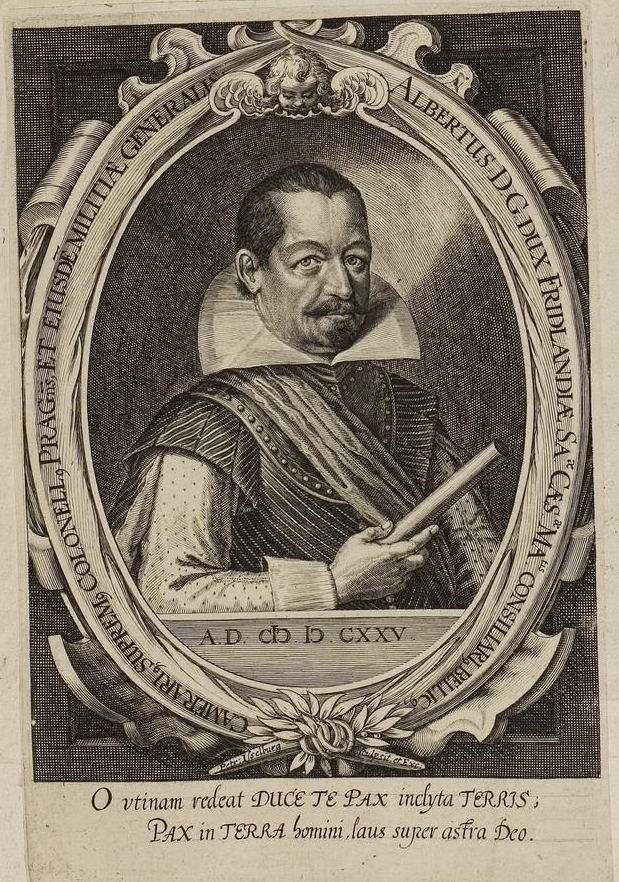
Wallenstein – Albrecht von Waldstein

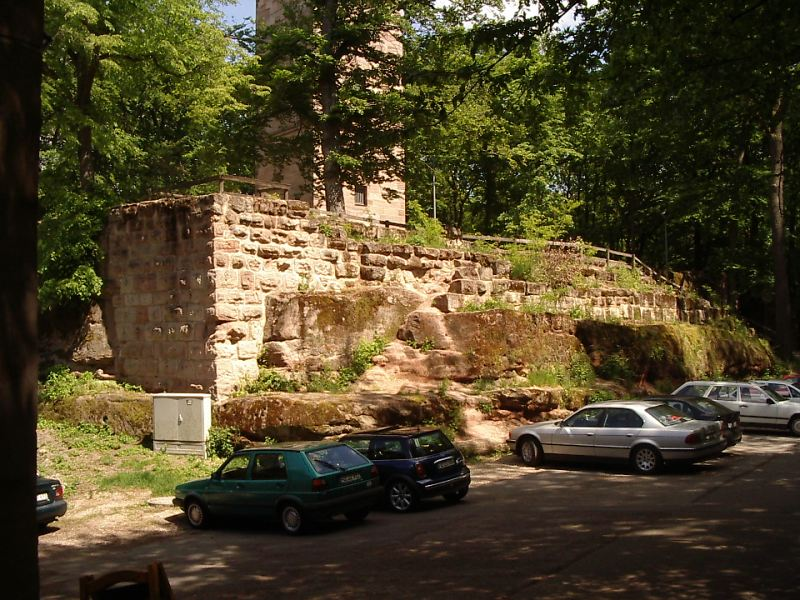
Alte Veste von Südwest

Wegen der bedrohlichen militärischen Lage bat Kaiser Ferdinand II. im Dezember 1631 den vor einem Jahr entlassenen Wallenstein, ein neues Heer aufzustellen und das Kommando als Oberbefehlshaber erneut zu übernehmen. Wallenstein erhielt erweiterte Vollmachten und berief Gallas und auch Aldringen zu Feldzeugmeistern. Im September 1633 ernannte er Gallas zum Generalleutnant und damit zu seinem Stellvertreter. Offenbar hielt Wallenstein Gallas für den Fähigsten und (oder) für den, der ihm am meisten ergeben war. Wallenstein überließ Gallas große Entscheidungsfreiheiten in Fragen einer eventuellen militärischen Unterstützung von Tilly, der sich mit dem bayerischen Ligaheer nach der schweren Niederlage bei Breitenfeld auf dem Rückzug nach Süden befand. Trotz vieler Bitten des bayerischen Kurfürsten Maximilian, Bayern zu schützen, verblieben Wallenstein und Gallas mit dem kaiserlichen Heer in Böhmen, weil sie die inzwischen in Nürnberg eingezogenen Schweden nach wie vor für zu stark hielten, um sie angreifen zu können. Wallenstein hielt Bayern bereits für verloren und Gallas stimmte Wallensteins vorsichtiger Defensivstrategie zu. Diese hatte zum Ziel, Böhmen zu sichern und von dort aus die schwedische Nachschubbasis Nürnberg und ihren Verbündeten Sachsen zu bedrohen. Durch das kaiserliche Heer in Böhmen blieben die sächsischen Truppen in Sachsen gebunden.
Durch die Bedrohung ihrer Rückzugswege sollten die nach der gewonnenen Schlacht bei Rain im April 1632 bis nach München vorgestoßenen Schweden gezwungen werden, Bayern wieder zu verlassen. Diese für Wallenstein typische Strategie, der auch Gallas später immer wieder gerne folgte, hatte aus militärischer Sicht zwar Erfolg, stieß aber bei den von den Auswirkungen Betroffenen auf Unverständnis und Ablehnung, weil trotz vieler Bitten Bayern nicht vor Zerstörungen und Plünderungen bewahrt wurde. In München angekommen mussten sich die Schweden bereits nach kurzer Zeit wieder nach Norden zurückziehen und damit dorthin, wo sie Wallenstein und Gallas mit dem kaiserlichen Heer erwartet wurden.
Ab Juni 1632 standen sich bei Nürnberg die Heere von Gustav Adolf, Wallenstein und Gallas im Heerlager bei Nürnberg mehrere Wochen gegenüber. Während Wallenstein die Versorgung des Heeres vorsorgend gesichert hatten, herrschte im schwedischen Heer großer Mangel an Nahrungsmitteln auch für Pferde. Als Gustav Adolf daraufhin im September gezwungen war, eine Entscheidung zu treffen, kam es zur Schlacht an der Alten Veste, an einem Ort, den Wallenstein zur Schlacht ausgewählt und vorbereitet hatte. Das schwedische Heer erlitt hohe Verluste und wurde zum Rückzug gezwungen. Das kaiserliche Heer zog nach der Schlacht nach Norden ab, um Winterquartiere im Land des Feindes, im mit den Schweden verbündeten Kurfürstentum Sachsen zu beziehen. Gustav Adolf musste auf die Bedrohung seines Verbündeten reagieren.
Gallas war ein aufmerksamer Beobachter der Strategie, mit der Wallenstein das Heer führte. Mit einem Teilheer von 12.000 Mann als Vorhut bekam er die Aufgabe, in Meißen die Elbefront auf dem Weg nach Böhmen zu sichern, in Sachsen Quartiere zu suchen und zu akquirieren. Unterstützt von Holk, sollte Böhmen von sächsischen Truppen frei gehalten werden. Nach dem Abzug von Gallas entschlossen sich die Schweden, den kaiserlichen Truppen im Eilmarsch zu folgen, holten sie schnell ein, wurden aber beim Anmarsch entdeckt. Im November 1632 kam es zur Schlacht bei Lützen, an der Gallas nicht teilnahm und in der Gustav Adolf ums Leben kam. Nach der ohne Entscheidung beendeten Schlacht, die kurzzeitig für Wallenstein drohte, verloren zu gehen, verließ das kaiserliche Heer zusammen mit dem Gallas-Teilheer Sachsen und zog nach Böhmen. In Prag bekam Gallas als Nichtteilnehmer der Schlacht auf Anweisung von Wallenstein die unangenehme Aufgabe, mit Hilfe der Offiziere Holk und Ilow zwölf während der Schlacht bei Lützen fahnenflüchtig gewordene kaiserliche Offiziere in Haft zu nehmen. Sie wurden in einem Prozess, in dem u. a. Colloredo und Piccolomini als Richter fungierten, zum Tode verurteilt (Prager Blutgericht). Die Richter und auch viele Offiziere bemühten sich eindringlich, bei Wallenstein Gnadenerlasse zu erwirken. Wallenstein jedoch blieb unerbittlich. Gallas blieb unbeteiligt, was für ihn zu einem Vorteil wurde. Das unerbittliche Verhalten von Wallenstein blieb vielen Offizieren in Erinnerung und wurde in den danach beginnenden Verschwörungen gegen Wallenstein von seinen Gegnern im Offizierskorps genutzt, um Widerstand gegen ihn zu organisieren. Gallas dagegen zehrte im Offizierskorps von einem Vertrauensvorschuss.

### Das Jahr der Verschwörung gegen Wallenstein 1633

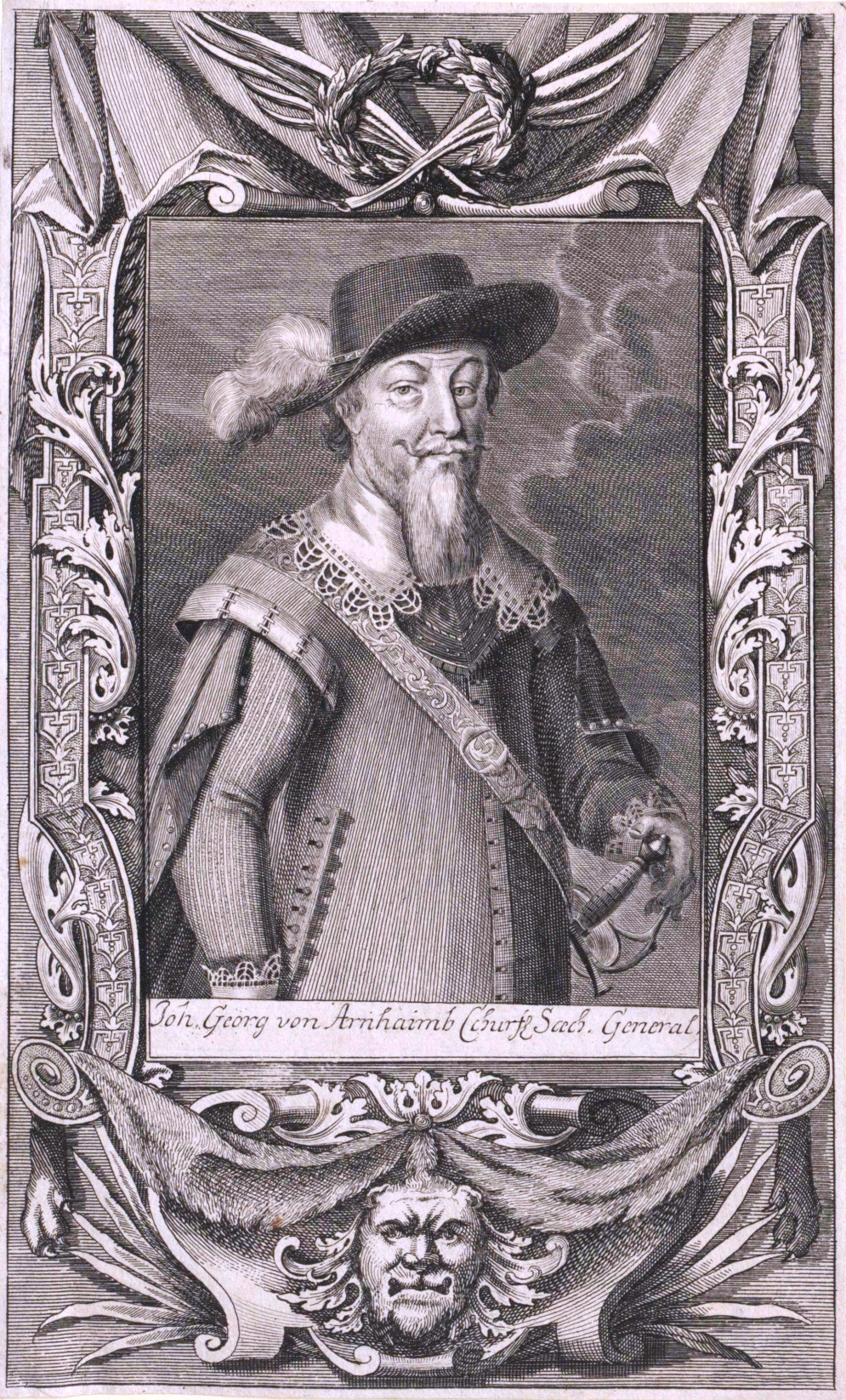
Arnim als kursächsischer General

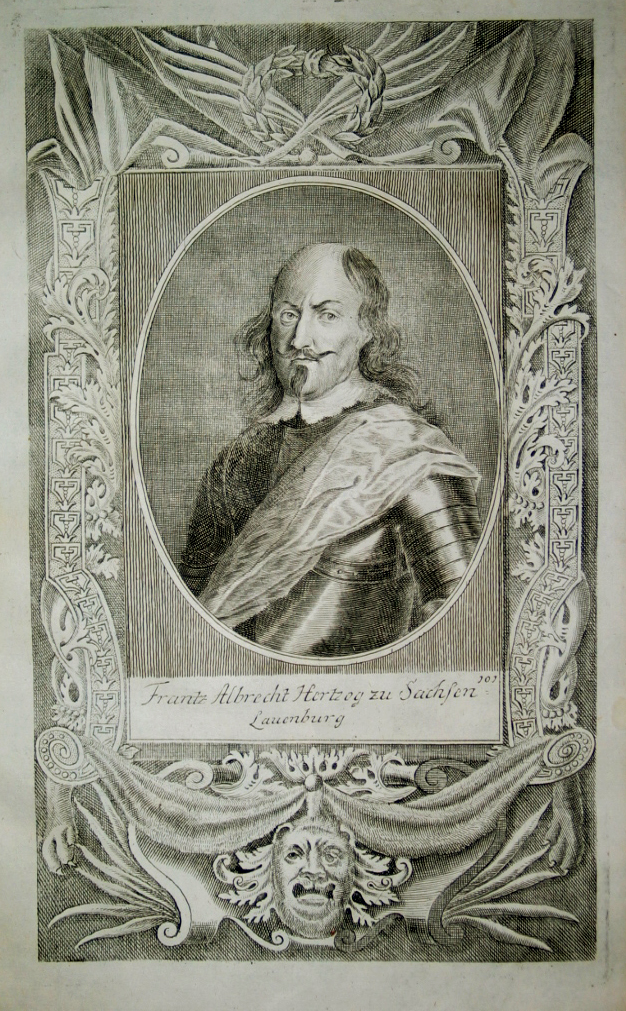
Franz Albrecht von Sachsen-Lauenburg

Während der ersten Jahreshälfte 1633 lag das Hauptheer von Wallenstein inaktiv in Böhmen, was zur Belastung der eigenen Bevölkerung führte und am kaiserlichen Hof in Wien den Unmut gegen Wallenstein förderte. Auch die Regimenter des zum Generalleutnant ernannten Gallas lagen inaktiv in Schlesien nicht weit entfernt von der gegnerischen, sächsischen Armee unter dem kursächsischen Oberbefehlshaber Arnim und dem neu bestellten, agilen kursächsischen Feldmarschall Franz Albrecht von Sachsen-Lauenburg. Als ehemaliger Teilnehmer am Mantua-Feldzug kannte Franz Albrecht Gallas und hatte auch zu Wallenstein während seiner früheren Dienstzeit eine so besondere Beziehung entwickelt, dass er im Laufe des Jahres 1633 mit Einverständnis des zögernden Arnims Waffenstillstandsverhandlungen mit Gallas und Wallenstein aufnahm, die teils zu Trinkgelagen entarteten. Die getroffenen Vereinbarungen waren nicht dauerhaft und erweckten am kaiserlichen Hof Misstrauen, zumal Wallenstein auch weitere, dem kaiserlichen Hof verdächtige Kontakte mit ehemaligen böhmischen Aufständischen und dem für Sachsen tätigen protestantischen Diplomaten Kinsky pflegte. Auch der sächsische Feldherr Arnim blieb misstrauisch, weil Wallenstein trotz laufender Verhandlungen erneut Sachsen durch einen militärischen Vorstoß bedrohte, durchgeführt von Heinrich von Holk.
Die vagen Vorstellungen von einem Waffenstillstand zerstoben endgültig, als am 11. Oktober 1633 Wallenstein und Gallas in einer Blitzoffensive in Schlesien Steinau an der Oder eroberten. Dort wurde der schwedischen Kommandeur Thurn zunächst gefangen genommen, dann aber wieder frei gelassen, nachdem er alle schlesischen Festungen übergeben hatte. Am kaiserlichen Hof war man über die Freilassung des ehemaligen Anführers des böhmischen Aufstandes gegen Kaiser Ferdinand II empört, was Wallenstein erneut und verstärkt in Misskredit beim Kaiser brachte. Gallas jedoch glaubte weiterhin nicht an einen Abfall Wallensteins vom Kaiser.
Unbehelligt von Gallas und Wallenstein waren die Schweden im Laufe der zweiten Jahreshälfte 1633 erneut in Bayern eingefallen und eroberten im November 1633 unter Befehl von Bernhard von Sachsen-Weimar das von bayerischen Truppen besetzte Regensburg. Trotz aller Bitten und Proteste von Maximilian hielt Wallenstein seine Truppen weiterhin in Böhmen und Schlesien zurück, weil sich aus seiner Sicht die Bedrohung von Böhmen stark erhöht hatte nach der im Juli 1633 von kaiserlichen Truppen verlorenen Schlacht bei Hessisch Oldendorf. Um seinen guten Willen zu zeigen, hatte Wallenstein für die Sicherung der Donauenge bei Passau Truppen zur Verfügung gestellt und dem bayerischen Feldherren Aldringen unterstellt. Damit sah er Österreich als geschützt und seine Aufgabe als Oberbefehlshaber der kaiserlichen Truppen als erfüllt an. Die Verteidigung Bayerns war für ihn eine Aufgabe des bayerischen Kurfürsten und blieb dem Heer von Aldringen überlassen.
Über alle Vorgänge in Böhmen und im Heer von Wallenstein wurde der kaiserlichen Hof in Wien durch Briefe von Gallas und Ottavio Piccolomini, die auch mit Aldringen korrespondierten, informiert. Zum Ende des Jahres 1633 hatte sich am Hof des Kaisers in Wien der Unmut gegen Wallenstein so verfestigt, dass der Kaiser den Beschluss fasste, sich Wallensteins irgendwie zu entledigen, wenn man sich der Kaisertreue des Heeres sicher sein konnte. Dazu war der Kaiser auf die Einschätzung und Mitwirkung von Gallas, Piccolomini und Aldringen angewiesen und überließ ihnen die Ausführung seiner Entscheidung. Sie waren zur Mitwirkung bereit, versicherten dem Kaiser ihre Treue und erhofften sich nach dem Fall von Wallenstein Vergünstigungen.
Eine gute Gelegenheit zur offenen Verkündung des kaiserlichen Misstrauens bot sich dem Kaiser nach dem Bekanntwerden des Pilsener Revers, eines Treueversprechens, das Wallenstein am 12. Januar 1634 in Pilsen von 49 seiner hohen Offiziere einforderte und auch erhielt, ohne dass dabei auch dem Kaiser Treue gelobt wurde. Diese Aktion von Wallenstein, an der sich Gallas und Piccolomini nicht beteiligten, konnte der Kaiser als Verrat interpretieren und er erließ am 24. Januar 1634 ein Dekret zur Entlassung von Wallenstein. Gallas wurde aufgefordert, sich mit Piccolomini zu beraten, wie man Wallenstein tot oder lebendig ergreifen könne. Die kaiserliche Anweisung führte zu der von Gallas und Piccolomini geschickt vorbereiteten und am 18. Februar in Prag verkündeten Entlassung von Wallenstein, verbunden mit der Anweisung an alle Offiziere, zukünftig nur noch Befehlen von Gallas zu folgen. Am 20. Februar 1634 kam es zu noch einem Versuch von Wallenstein, sich der Treue der Offiziere zu versichern. Piccolomini hatte Pilsen bereits am 15. Februar heimlich verlassen. Gallas war ihm gefolgt, um Aldringen zu holen, kam aber selbst nicht mehr zurück. Als nur noch weniger als 30 Offiziere die von Wallenstein erbetene Unterschrift leisteten, entschlossen sich die verbliebenen, Wallenstein ergebenen Feldmarschälle Trčka und Ilow und der für Wallensteins als diplomatischer Emissär tätige Schwager Kinsky zur gemeinsamen Flucht nach Eger. Dort kam es am 25. Februar 1634 zur Ermordung von Wallenstein, organisiert von Gallas und Piccolomini im Auftrag des Kaisers und ausgeführt von den kaiserlichen Offizieren Leslie, Butler und Gordon. Alle Beteiligten an der Verschwörung und auch die Mörder wurden später reich belohnt und Gallas erhielt von allen Beteiligten als Ranghöchster den größten Anteil. Ihm wurde aus dem Besitz von Wallenstein die Herrschaften Friedland (nördliches Böhmen, im Isergebirgsvorland) und Reichenberg (Größte Stadt Nordböhmens) übereignet, im Wert von 500.000 Gulden.

### Schwedischer Krieg 1634 bis Ende 1635
Nach der Ermordung von Wallenstein wurde der älteste Sohn von Kaiser Ferdinand II., der damalige Erzherzog Ferdinand, König von Ungarn im April 1634 im Alter von nur 26 Jahren zum Oberbefehlshaber der Truppen des kaiserlichen Heeres ernannt. Kurfürst Maximilian I. von Bayern stimmte der Ernennung seines Neffen, der seit 1631 mit Maria Anna von Spanien verheiratet war, zu. Der neue Oberbefehlshaber Erzherzog Ferdinand hatte mit seinem in der Kriegskunst gut ausgebildeten Cousin, dem spanischen Kardinalinfanten Ferdinand von Spanien Pläne zur Vereinigung des kaiserlichen und des spanischen Heeres am Oberrhein verabredet, die nun verwirklicht werden sollten. Im Range eines Generalleutnants wurde ihm Gallas als Stellvertreter und Verbindungsmann zu den Offizieren des kaiserlichen Heeres zur Seite gestellt. Piccolomini wurde Stellvertreter von Gallas und Organisator beim Aufbau des Heeres. Beide Stellvertreter waren nach der Krise für den Neuaufbau des Heeres eine gute und dann auch erfolgreiche Paarung. Gallas galt trotz seiner bekannten Trunksucht als jovial und freundlich und war bei den Offizieren sehr beliebt. Piccolomini besaß Tatkraft und Organisationstalent, hatte sich bereits militärische Verdienste erworben und war durchsetzungsstark.

#### Rückeroberung von Regensburg
Am 17. Mai 1634 wurde das neu aufgestellte kaiserliche Heer in Pilsen vom neuen Oberbefehlshaber Erzherzog Ferdinand und Generalleutnant Gallas gemustert. Das Heer umfasste 40.000 Mann, von denen 15.000 Mann unter Feldmarschall Colloredo in Schlesien verbleiben sollten. 25.000 Mann waren für den geplanten Feldzug nach Württemberg vorgesehen. Auf dem Anmarschweg sollte mit Hilfe von 20 schweren Belagerungsgeschützen das seit November 1633 von den Schweden besetzte Regensburg zurückerobert werden. Gallas befehligte die Vorhut, die am 26. Mai nördlich von Regensburg am Nordufer der Donau mit dem bayerischen Ligaheer mit 8.000 Mann unter General Aldringen zusammentraf. Nach 2 Monaten Belagerung gelang den beiden vereinten Heeren Ende Juli 1634 die Rückeroberung von Regensburg. Die von Gallas dem schwedischen Kommandeur Lars Kagg angebotene Kapitulation wurde am 26. Juli angenommen. Ein schwedisches Entsatzheer unter den Kommandeuren Bernhard von Sachsen-Weimar und Gustaf Horn, das die Rückeroberung von Regensburg verhindern sollte, war vom 22. bis zum 30. Juli mit der Eroberung und Plünderung der benachbarten Stadt Landshut beschäftigt. Zu spät erfuhren die Kommandeure, dass in dieser Zeit Regensburg bereits kapituliert hatte. Gallas hatte für eine perfekte Abriegelung von Regensburg gesorgt, damit eine komplette Nachrichtensperre erreicht und auf diese Weise einen ersten großen militärischen Erfolg erzielt.

#### Niederlage der Schweden in der Schlacht bei Nördlingen
Nach der Rückeroberung von Regensburg erfolgte der sofortige Weitermarsch der kaiserlich-bayerischen Truppen nach Schwaben. Dort in Donauwörth war das schwedische Hauptquartier und dort sollte die geplante Vereinigung mit dem im Anmarsch befindlichen spanischen Heer erfolgen. Der schnelle Abzug der feindlichen Heere zwang das schwedische Entsatzheer zur sofortigen Verfolgung, jedoch verloren die schwedischen Truppen nach einem Wetterumschwung auf dem Rückmarsch im Regen viel Zeit, viele Pferde und hatten hohe Materialverluste. Erschöpft erreichten ihre Truppen erst am 6. August Augsburg und konnten die Eroberung ihrer Garnisonsstadt Donauwörth durch kaiserliche Truppen am 16. August nicht verhindern.
Am 18. August 1634 begann das kaiserlich-bayerische Heer unter Gallas die Belagerung der zwei Jahre zuvor schwedisch besetzten Stadt Nördlingen und wurde dabei nur selten von schwedischen Einheiten gestört. Am 3. September 1634 traf das erwartete spanische Heer ein. Mehrere von Gallas angeordnete Sturmangriffe auf Nördlingen wurden abgewehrt. Dann begannen die Heere beider Seiten, Truppenverbände abzuziehen und Positionen für die absehbare Schlacht bei Nördlingen zu suchen und einzunehmen. In Zusammenarbeit mit den spanischen Truppen gelang es Gallas, am 5. September 1634, die überraschend frühen, heftigen und erfolgreichen Kavallerieangriffe des schwedischen Heeres unter Bernhard von Sachsen-Weimar einzudämmen. Beim Abbruch der Kämpfe um Mitternacht konnte trotz der Verluste einiger wichtiger Stellungen der strategisch wichtige Albuch-Hügel von den kaiserlich-spanischen Truppen gehalten werden und wurde im Laufe der Nacht sogar mit Schanzen ausgebaut. In einer nächtlichen Krisensitzung aller Kommandeure in der Kutsche von Erzherzog Ferdinand wurden auf Anraten von Gallas Maßnahmen angeordnet, die – wie sich am nächsten Tag zeigte – geeignet waren, den Albuch-Hügel als strategisch wichtige Position so wirksam zu verteidigen, dass alle schwedischen Angriffe scheiterten.
Am zweiten Tag der Schlacht befehligte Gallas gemeinsam mit zwei spanischen Generälen die kaiserliche Reiterei. Mit gutem Überblick sorgte er für die passende Aufstellung und Verfügbarkeit von Reserven für den stundenlang von der schwedischen Infanterie unter Gustaf Horn angegriffenen und umkämpften Albuch-Hügel, sowie für die Eingrenzung der wilden Reiterangriffe, die von Bernhard von Sachsen-Weimar initiiert wurden. In der Schlussphase der Schlacht, als der Rückzug der total erschöpften schwedischen Infanterie vom Albuchhügel begann, nutzten kaiserlich-spanische Regimenter auf Befehl von Gallas die kritische Situation der abziehenden schwedischen Infanterie-Regimenter zur Einleitung eines Hauptangriffs. Der Angriff führte zu einer ungeordneten Auflösung der abziehenden schwedischen Verbände und endete in einer chaotischen Flucht, als die ebenfalls auf Befehl von Gallas zum Rückzug gezwungene schwedische Kavallerie unter Bernhard von Weimar mit der abziehenden schwedischen Infanterie zusammenstieß.

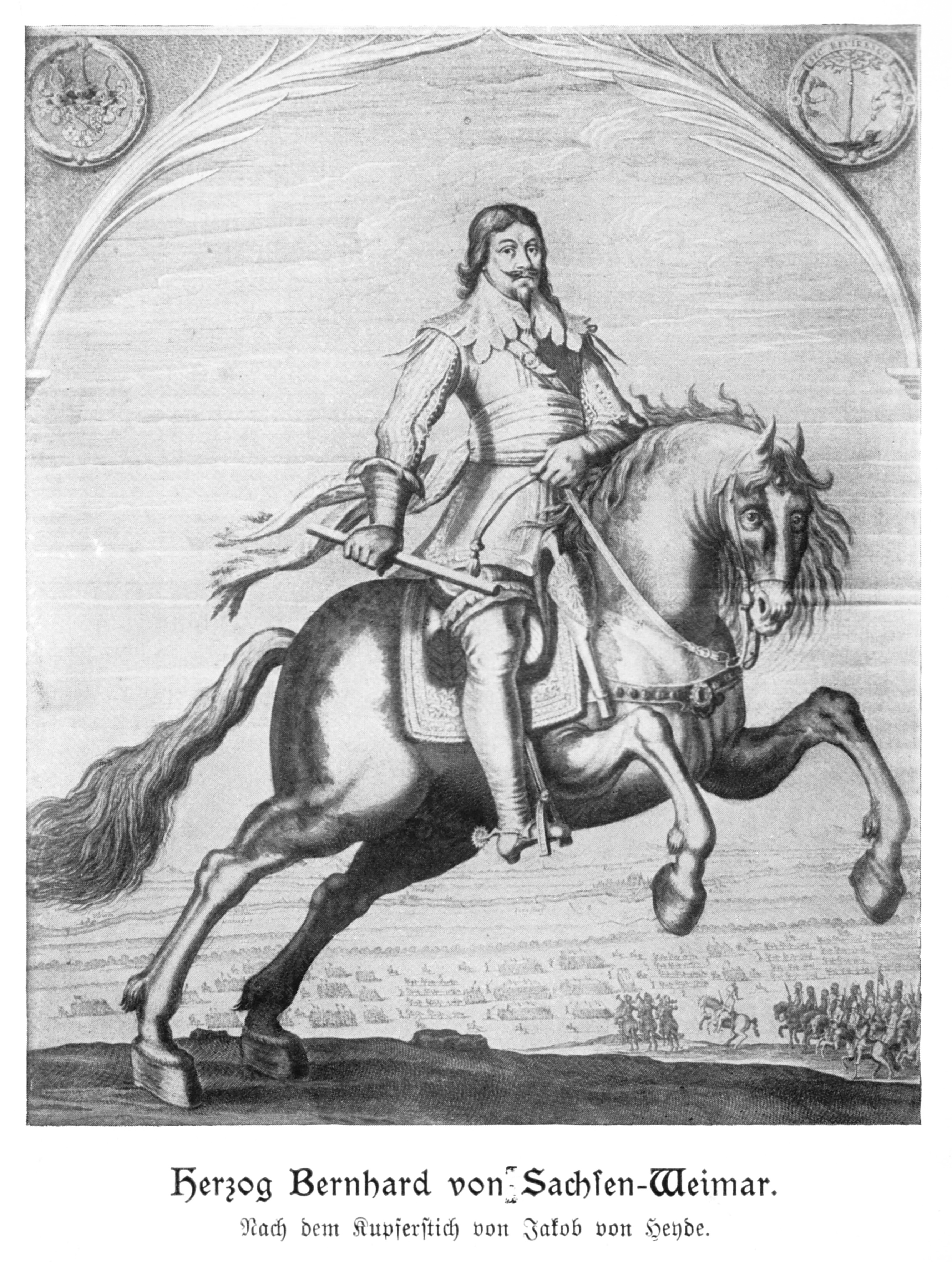
Bernhard von Sachsen-Weimar

Beim Rückblick auf die Vorbereitung, den Verlauf und das Ende der Schlacht ist es verständlich, dass Gallas als der eigentliche Vater der Schlacht bezeichnet wurde. Beim noch amtierenden Kaiser Ferdinand II. und auch beim amtierenden Oberbefehlshaber und späteren (ab 1637) Kaiser Ferdinand III erwarb er sich für lange Zeit ein kaum zu erschütterndes Vertrauen. Gleichermaßen berechtigt ist aber auch folgende Betrachtung: Gallas, der wie sein Lehrmeister Wallenstein immer skeptisch war, wenn es darum ging, eine Schlacht zu schlagen, wurde im Fall der Schlacht von Nördlingen von Bernhard von Sachsen-Weimar direkt zu seinem Glück gezwungen, denn es ist kaum erklärbar, mit welchem Leichtsinn Bernhard darauf gedrungen hatte, die Schlacht trotz drastischer Unterzahl zu beginnen und mit welchem Heldenmut oder Leichtsinn er in der Schlacht seine Kavallerie in die Kämpfe und am Ende ins Chaos geführt hatte.
In den Monaten nach der totalen Niederlage der Schweden kam das südwestliche Deutschland mit dem Herzogtum Württemberg und dem Oberrhein zunächst wieder unter den Einfluss des Kaisers und seiner spanischen Verwandten. Für das Heer des spanischen Kardinalinfanten Ferdinand hatte sich die Zugangsroute in die Spanischen Niederlande verbessert. Eine weitere Folge war der Friedensvertrag von Prag, in dem der Bündniswechsel des Kurfürstentums Sachsen von den Schweden auf die Seite des Kaisers vereinbart wurde. Die meisten deutschen Fürsten schlossen sich in der Folge dem Frieden an. Frankreich unter Kardinal Richelieu konnte sich dadurch nicht mehr allein auf die finanzielle Unterstützung der Schweden beschränken. Es war gezwungen, mit eigenen Truppen in den Krieg einzugreifen und erklärte im Mai 1635 Spanien den Krieg.
Frankreich hatte aber einen großen Mangel an kriegserfahrenen Söldnern und Feldherren. Das brachte 1635 der damals erst 24 Jahre alte, spätere große französische Feldherr Turenne zum Ausdruck, als er nach dem Sieg der Habsburger bei Nördlingen einen dahingehenden Vergleich zwischen Frankreich und dem Deutschen Reich der Habsburger zog und dabei auch Gallas lobend erwähnte. Sinngemäß stellte er Gallas mit anderen großen Feldherren auf eine Stufe, indem er äußerte: Frankreich könne keine erfolgreichen Feldzüge gegen Habsburg führen, denn die Habsburger würden über die besten Feldherren verfügen, wie z. B. Matthias Gallas, Werth und Karl von Lothringen, während die großen französischen bzw. schwedischen Feldherren Montmorency († 1632), Schomberg († 1632), bzw. Gustav II. Adolf († 1632) alle tot seien.

### Schwedisch-französischer Krieg

#### Vom Oberrhein nach Lothringen

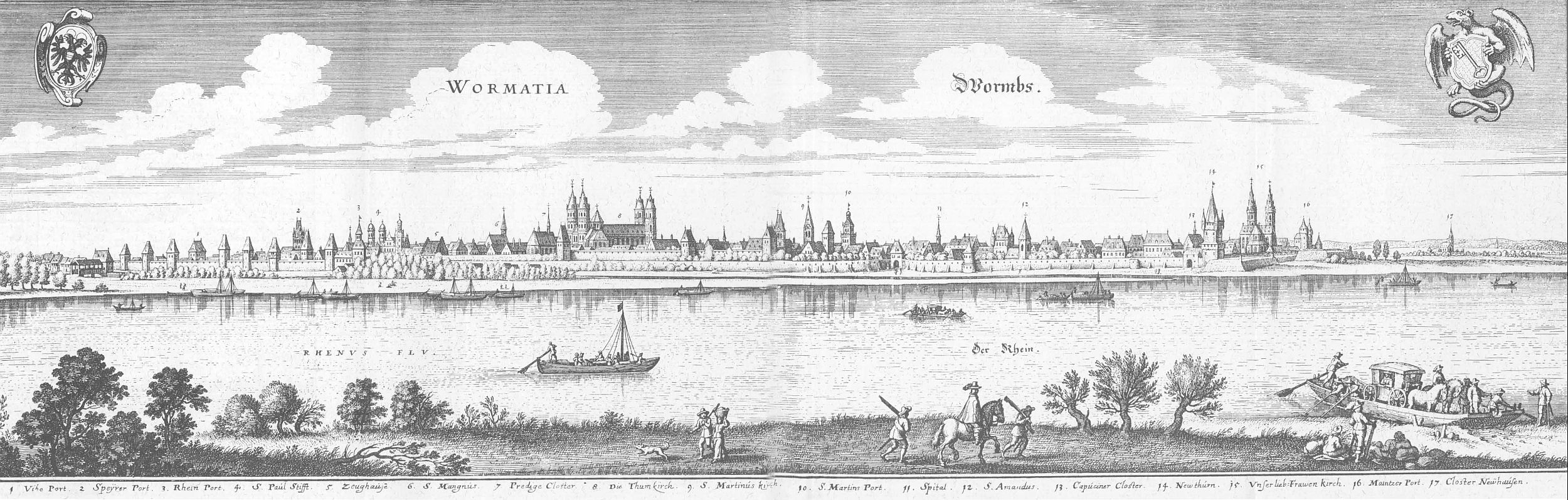
Worms ergab sich Gallas kampflos

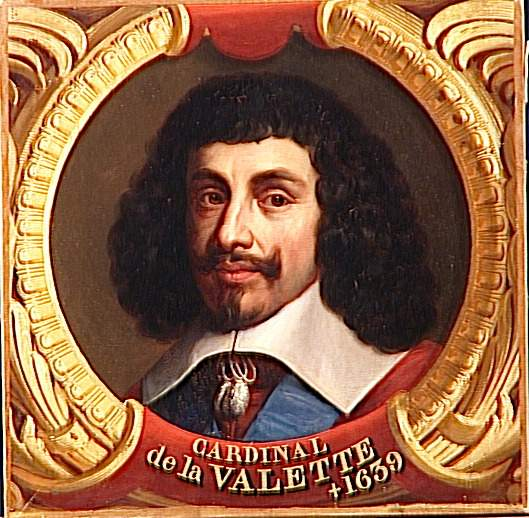
Kardinal de La Valette

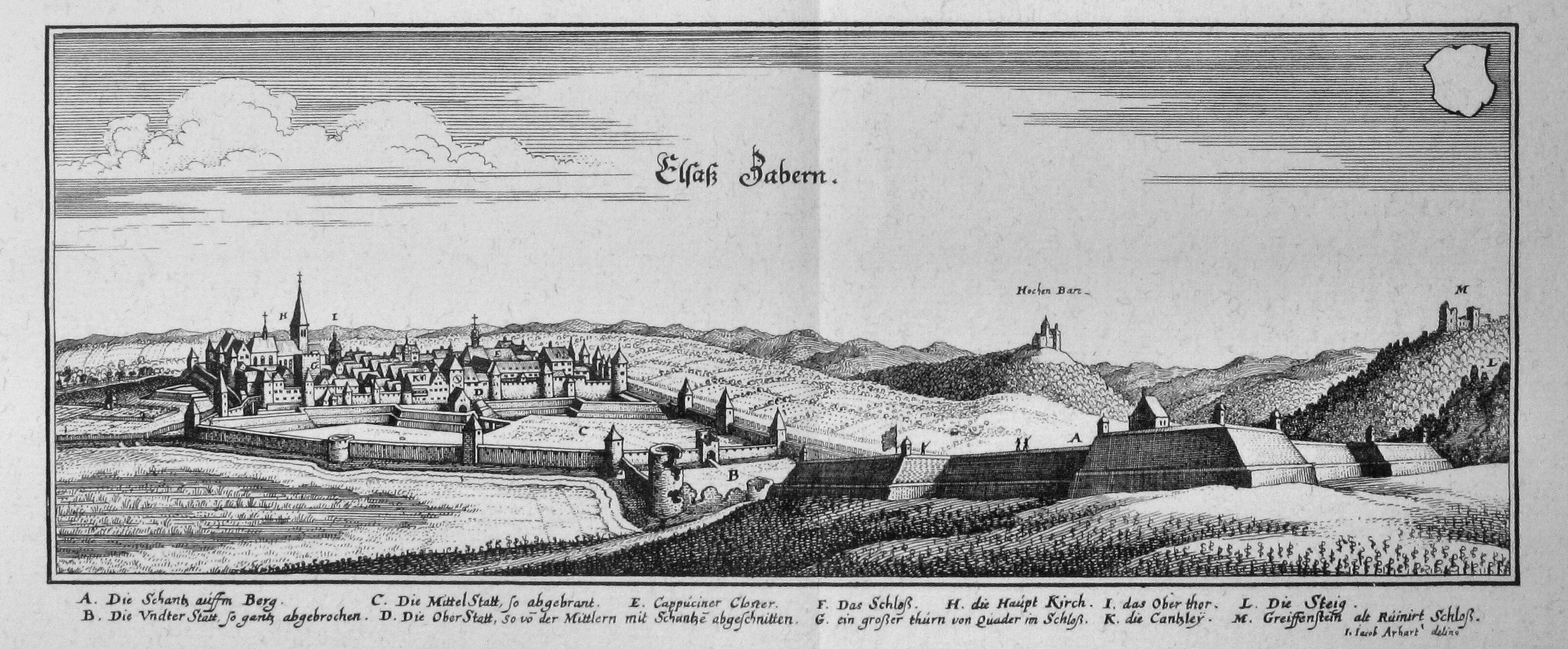
Zabern, Gallas’ elsässisches Winterquartier

Nach Abschluss des Prager Friedensvertrags Ende Mai 1635 und nach dem offiziellen Kriegseintritt Frankreichs begann eine neue Phase des Krieges, der Schwedisch-Französische Krieg (1635–1648). Während dieser Phase des Krieges kämpften weiterhin einige deutsche Verbündete aufseiten von Frankreich und Schweden, wie z. B. die Landgrafschaft Hessen-Kassel und das Fürstentum Calenberg. Entscheidend für den weiteren Verlauf des Krieges wurde aber das Heer, das von Bernhard von Sachsen-Weimar nach der Niederlage bei Nördlingen aus den personellen Resten der schwedischen Heere gebildet und von Frankreich finanziert wurde. Nach dem Tod von Bernhard (Juli 1639) wurde dieses Heer, in dem schwedische und deutsche Söldner und Offiziere dienten, auch die „Weimaraner“ genannt, von Johann Ludwig von Erlach geführt und im Oktober 1639 an Frankreich verkauft.
Nach dem Aufbau seines Heeres operierten die „Weimaraner“ zunächst am Oberrhein und waren 1635 im Zusammenwirken mit einem französischen Heer unter dem Kardinal de La Valette sogar recht erfolgreich. Sowohl Kaiserliche als auch Kurfürst Maximilian von Bayern sahen ein Vorgehen gegen Frankreich als das „Haubtwerck“ an. Die Franzosen sollten bereits 1635 in Lothringen mit Hilfe von Herzog Karl in die Zange genommen werden, von Süden her durch Angriff über den Rhein bei Breisach und von Norden her durch Angriff über den Rhein bei Philippsburg. Dem zögernden Gallas wurde Säumigkeit vorgeworfen. Es zeigte sich erstmals deutlich, dass es für Gallas, der das Kriegshandwerk bei Wallenstein erlernt hatte, ein Grundpfeiler seiner kriegshandwerklichen Überzeugungen war, gegen weitschweifende, große Pläne skeptisch eingestellt zu sein. Seine skeptische Haltung begründete er damit, dass „er es nicht für ratsam halte, einer Person oder einer Idee nachzulaufen und dabei die Zustände in Deutschland instabilirt zu hinterlassen“. Die Bedenken von Gallas waren berechtigt, denn nach dem Friedensschluss von Prag waren die neuen Bündnisverhältnisse im Reichsgebiet noch nicht endgültig absehbar. Die Bedenken von Gallas wurden aber nur im Ansatz berücksichtigt, denn im Hintergrund war ein Angriff auf Frankreich bereits mit Spanien – das ja den Krieg der deutschen Habsburger immer noch mit vielen Subsidien unterstützte – abgesprochen. Man plante nun, dass ein kaiserliches Heer unter Gallas den Rhein überschreiten und linksrheinisch das Elsass und Lothringen sichern und dort Winterquartiere suchen sollte. Das konnte Gallas kaum zurückweisen, denn ihm war klar, dass die rechtsrheinischen Gebiete südlich von Worms nach der Vertreibung der Schweden als Folge ihrer Niederlage bei Nördlingen von den kaiserlichen Truppen so drastisch ausgeplündert worden waren, dass dort kein Heer den Winter hätte überleben können.
Bei Speyer überschritt Gallas den Rhein, übernahm die Stadt Worms kampflos und ließ seine Truppen weiter auf Kaiserslautern vorrücken, das erst durch Erstürmung zu überwinden war und ausgeplündert wurde. Danach versuchten seine Truppen im Juli 1635 vergeblich, die westpfälzische Stadt Zweibrücken zu erobern. Die Stadt wurde vom weimarischen Obristen Reinhold von Rosen und einem französischen Heer unter Kardinal La Valette erfolgreich verteidigt. Ein weiterer Angriff im Oktober des gleichen Jahres gelang dagegen. Die diesmal von französischen Truppen verteidigte Stadt wurde gegen Zusicherung eines freien Abzugs der Plünderung durch die kaiserlichen Truppen überlassen. Auf der Suche nach Winterquartieren verfolgte Ende September das mit 20.000 Mann zahlenmäßig weit überlegene kaiserliche Heer unter Gallas ein sich gemeinsam mit den Weimaranern nach Lothringen zurückziehendes französisches Heer, das versuchte, die befestigten lothringischen Orte Wallerfangen (heute im Landkreis Saarlouis an der Grenze zu Frankreich) oder Metz zu erreichen. Es kam zur Schlacht von Wallerfangen, in der die französischen Truppen die Kaiserlichen unter Gallas abwehren und sich mit Verlusten nach Metz zurückziehen konnten.
Gallas vereinigte seine Truppen am 18. Oktober bei Dieuze mit dem Heer von Karl IV. von Lothringen. Mehrere Wochen lang lagen sich die feindlichen Heere ergebnislos gegenüber, Gallas und Lothringen auf der einen, die von einem Adelsaufgebot verstärkten Franzosen auf der anderen Seite. Während der lothringische Herzog auf die Rückeroberung seiner Hauptstadt Nancy drängte, sah Gallas die Franzosen in ihren festen Plätzen entlang der Mosel kaum angreifbar. Im November sorgte der Ausbruch der Pest und Mangel an Nachschub für den Abbruch des Feldzugs. Gallas schickte Francesco Carretto de Grana aus, um Zabern im nördlichen Elsass zu erobern, wo er seine Winterquartiere aufschlug. Zudem beherrschte er im südlichen Elsass mit den Städten Belfort und Montbéliard die Vogesenlücke und den Zugang nach Frankreich.

#### Burgund statt Paris

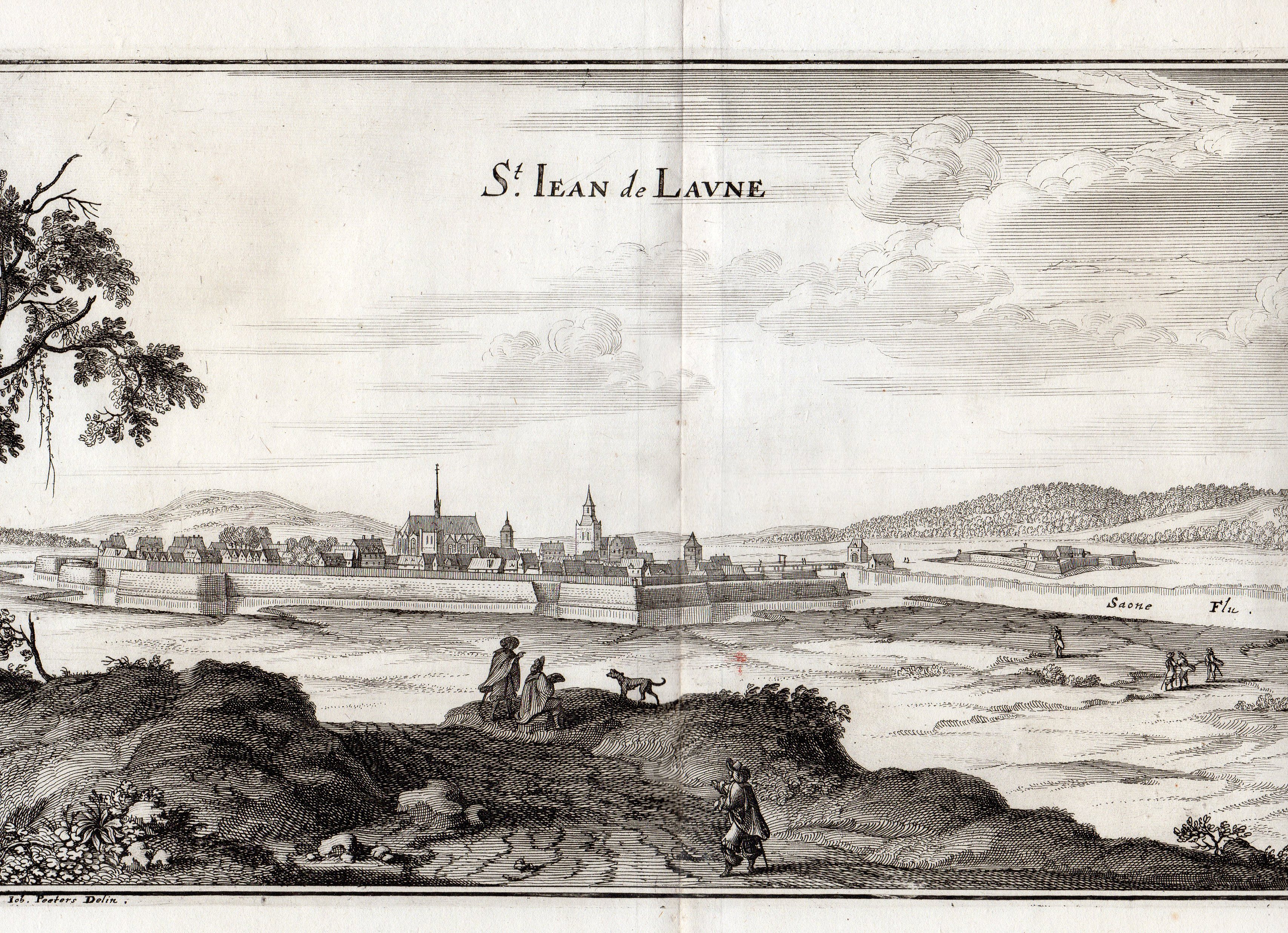
Saint-Jean-de-Losne in Burgund

Gallas sollte mit dem Heer in Lothringen Fuß fassen, um im Folgejahr 1636 von Süden her Frankreich bedrohen zu können. Dieses Vorhaben war Teil einer Strategie König Ferdinands III. und seinem Cousin, dem spanischen Kardinalinfanten Ferdinand von Spanien, das schließlich auch vom bayerischen Kurfürsten Maximilian unterstützt wurde. Geplant war ein Angriff auf Paris von Norden mit drei gemeinsam operierenden Heeren. Ausgangsbasis des Nordangriffs waren die Spanischen Niederlande. Von dort drangen spanischen Truppen unter Thomas von Savoyen-Carignan, ein kaiserliches Heer unter Piccolomini und bayerische Kavallerie unter Johann von Werth in Nordfrankreich ein. Zusammen erzwangen sie den Übergang über die Somme und eroberten im August 1636 die französische Grenzfestung Corbie 100 km nördlich von Paris. In Paris kam es daraufhin zu Volksaufständen gegen den Kanzler Richelieu.
Geplant war ein zeitgleicher Angriff von Süden her aus Lothringen oder aus Burgund. Nicht eingeplant war jedoch, dass das gegen Gallas’ Heer operierende gegnerische, zahlenmäßig unterlegene Heer des Bernhard von Sachsen-Weimar in den Jahren 1635/36 zu einem so starken Gegner werden könnte, dass der von Süden geplante Angriff auf Paris niemals stattfand. Gallas selbst äußerte dazu später: Wenn er es nicht selbst erlebt hätte, so hätte er es sich nicht vorstellen können, dass es Bernhard von Sachsen-Weimar nach der totalen Niederlage in der Schlacht bei Nördlingen jemals gelingen würde, den Neuaufbau eines Heeres zu schaffen, das noch dazu das zahlenmäßig weit überlegene kaiserliche Heer so zermürben und dann im Folgejahr 1636 sogar gänzlich aufreiben könne.
Der kaiserliche Oberbefehlshaber Erzherzog Ferdinand hatte die Hoffnung gehabt, dass Gallas im Winter noch ins Bassigny westlich der Vogesen vorstoßen könne, um bessere Quartiere im Feindesland zu erwerben. In der Realität machten das Wetter und die befestigten Städte der französischen Gegner einen möglichen Winterfeldzug so schwierig, dass Gallas seine Truppen nicht darin riskieren wollte. Bis zum Februar 1636 war die Lebensmittelversorgung der Truppen so schlecht geworden, dass Gallas nur 5 Infanterie- und 2 Kavallerieregimenter in Obernai, Molsheim und Zabern ließ. Die restlichen 13 Regimenter, 11 davon Kavallerie, schickte er über den Rhein zurück.
Gallas vorsichtiges, zögerliches Vorgehen entsprach seiner Haltung, insbesondere seine von Wallenstein übernommene Abneigung gegenüber großen Schlachten und weitreichenden Feldzügen außerhalb des Reichsgebiets. Der erste Minister des Kaisers Trauttmansdorff charakterisierte diese Haltung ihm wohlgesonnen sinngemäß: „Er werde zwar nie etwas riskieren, er hätte dabei aber nie schlechte Absichten.“ Finanzielle Angebote durch den spanischen Gesandten Oñate, um ihn gefügig zu machen, lehnte Gallas stets ab. Er war stattdessen auf die Autonomie des kaiserlichen Militärs bedacht und zeigte einen starken Korpsgeist gegenüber Außenstehenden. Als Vorgesetzter war er in dieser Zeit immer bestrebt, seine Offiziere an sich zu binden, indem er Entscheidungen durch kollektive Beratungen traf, die spätere individuelle Schuldzuweisungen vermeiden sollten.
Den Ausgangspunkt von Gallas’ Frankreichfeldzug bestimmten die Franzosen durch ihren Angriff auf die spanische Freigrafschaft Burgund im Mai 1636. Die seit dem Damenfrieden von Cambrai 1529 in französisch-habsburgischen Konflikten neutralisierte Freigrafschaft hatte noch am 12. Mai eine mögliche kaiserliche Truppensendung abgelehnt, doch bereits am 27. Mai waren französische Truppen unter dem Befehl des älteren Condé einmarschiert und hatten die Belagerung der Hauptstadt Dole aufgenommen. Nun war kaiserliche Hilfe dringend gewünscht und ab Juni machten sich der Großteil von Gallas’ Kavallerie unter Rudolf von Colloredo und Guillaume de Lamboy sowie der Herzog von Lothringen auf den Weg nach Hochburgund. Diesen Truppen gelang es im August, das französische Belagerungsheer zum Abzug zu bringen und Dole zu entsetzen. Die französischen Truppen wurden aber nicht verfolgt und konnten teilweise in die Picardie zur Verstärkung der Verteidigung gegen den dortigen spanisch-kaiserlichen Vorstoß geschickt werden. Gleichzeitig kehrte das burgundische Landesaufgebot weitestgehend nach Hause zurück, da die Region am liebsten zur Neutralität zurückkehren wollte.
Gallas selbst musste sich zunächst mit dem Vorstoß Bernhards von Sachsen-Weimar ins nördliche Elsass auseinandersetzen, der im Frühjahr 1636 Pfalzburg und Saarburg erobert hatte. Dazu bezog Gallas ein Lager bei Drusenheim, unternahm aber letztlich keinen Versuch, das von Bernhard belagerte Zabern zu entsetzen. Zabern ergab sich am 16. Juli 1636 nach fünf abgeschlagenen Sturmangriffen des französischen Heeres. Gallas hatte einen Entsatzangriff abgelehnt mit dem Argument der geringen Erfolgsaussicht wegen zahlenmäßiger Unterlegenheit. Dabei war für ihn typisch, dass er seine Entscheidung von allen Generälen seines Heeres ratifizieren ließ und eine Denkschrift verfasste, die dem Kaiser geschickt wurde. Die Truppen der Kaiserlichen waren zu diesem Zeitpunkt teilweise schon nach Burgund losgezogen oder standen noch in Deutschland, wo bis zum 13. Juni erfolglos Hanau belagert wurde.
Mitte August überschritt endlich Gallas restliches Hauptheer den Rhein, das fast nur aus Infanterie bestand. Der erste Zweck seines Feldzuges, die Unterstützung der spanischen Freigrafschaft, hatte sich zu diesem Zeitpunkt bereits erledigt. Die Burgunder wollten das kaiserliche Heer möglichst wieder loswerden und versorgten es nur widerwillig mit Proviant. Gallas’ Heer zog im September von Dole aus in die Gegend um Champlitte, nordwestlich des Tales der Saône. Ihm entgegen stand im Nordwesten durch den Fluss Vingeanne getrennt bei Montsaugeon ein französisches Heer unter Bernhard von Weimar, dem sich der Rest von Condés vorherigem Belagerungsheer angeschlossen hatte. Mit einem erfolgreichen Angriff hätte Gallas der Weg in die Champagne und damit potentiell nach Paris offengestanden, doch Gallas fühlte sich dem feindlichen Heer nicht überlegen und ließ am 19. September einen Kriegsrat abhalten, bei dem von seinen Generälen nur Lamboy und der Burgunder Achilles de Soye für einen Angriff stimmten. Deshalb entschied sich Gallas, eine ihm von Erzherzog Ferdinand ausdrücklich offen gehaltene „Strategie zur linken Hand“ zu verfolgen, die sich von Paris weg auf schwächer verteidigtes Feindesland in Richtung Lyon oder Dijon richtete. Dazu mussten zuerst die befestigten Orte an der Saône erobert werden.
Zu diesem Zweck brach das Gallas-Heer am 20. Oktober heimlich in Champlitte auf, um die von französischen Truppen gehaltene Stadt Saint-Jean-de-Losne an der Saône zu erobern. Gallas wollte diese Stadt zu einem Brückenkopf ausbauen, um Pferde und Artillerie über den Fluss führen zu können. Drei Sturmangriffe auf die Stadt scheiterten, deren Verteidiger durch französische Truppen unter Josias Rantzau verstärkt wurden. Außerdem hatte heftiger Regen das Glacis der Stadtbefestigungsanlagen in einen Morast verwandelt, der weitere Angriffe aussichtslos machte. Am 1. November 1636 gab Gallas die Belagerung auf und musste beim Abzug sogar einen großen Teil der Artillerie für den Feind zurücklassen. Da die Franche-Comté den kaiserlichen Truppen keine Winterquartiere einräumte, musste Gallas, entgegen der Absichten der kaiserlichen Militärführung, wieder den langen Rückmarsch zum Rhein antreten. Nur knapp die Hälfte des Heeres blieb schließlich doch noch zur Sicherung der Freigrafschaft dort zurück.
Am Ende war der Feldzug gescheitert, ohne auch nur in Richtung Paris vorzurücken. Gallas sah sich in seinen grundsätzlichen Auffassungen zur Kriegsführung bestätigt. Sein Vertrauter, der schweizerische Oberst Sebastian Zweyer, der mit dem kaiserlichen Hof in Wien in Verbindung stand, stimmte ihm zu und äußerte die Hoffnung: „dass man dort langsam anfangen solle zu erkennen, dass es schwer sein wolle, außerhalb des Landes Krieg zu führen, solange das aigen Haus selbst brendt und in Gefahr steht“. Gallas hatte den Feldzug nach Frankreich nicht gewollt, ihn aber auch nicht sabotiert, sondern wurde letztlich vor allem durch die in Lothringen und Burgund im Herbst und Winter 1635/36 und im Jahr 1636 herrschenden Verhältnisse behindert. Schlechtes Wetter, fehlende Quartiere und fehlende Ost-West-Wasserwege für Nachschub und Munitionsversorgung vom Rhein sowie vor Ort fehlende Nahrungsmittel machten einen erfolgreichen Feldzug nach Frankreich unmöglich. Der Kaiser dagegen kannte nur die Söldnerzahlen und verwies auf die zahlenmäßige Überlegenheit. Gallas bezweifelte die Zahlen auf dem Papier und hielt dem kaiserlichen Rat Trauttmansdorff vor: „der Feind liege in festen Quartieren, während seine Truppen als die Blinden herumkriechen und sind in den erschrecklichen und bösartigen morrastischen Wegen, da sich niemand mehr rühren kann begriffen“.
Zur gleichen Zeit zeigte sich, dass die kaiserlichen Truppen wieder im Reich gebraucht wurden, denn in Norddeutschland erlitt ein sächsisch-kaiserliches Heer in der Schlacht bei Wittstock am 4. Oktober eine schwere Niederlage gegen die Schweden unter Johan Banér. Auch der spanisch-kaiserliche Angriff im Norden kam zum Erliegen, Corbie musste am 14. November nach 6-wöchiger Belagerung durch französische Truppen wieder von den Spaniern aufgegeben werden. Die selbst von den Kaiserlichen bewunderte Solidarisierung des französischen Volkes mit ihren Truppen bestätigten Gallas in seiner von vornherein skeptischen Haltung zum Frankreichfeldzug: Beim Kampf gegen Frankreich müsse man die Einstellung der Franzosen bedenken, die er bezeichnete als die „durchgehende Constantia der Franzosen, wo es ihr Vaterland betrifft“.

### Der Marsch an die Ostsee (1637)

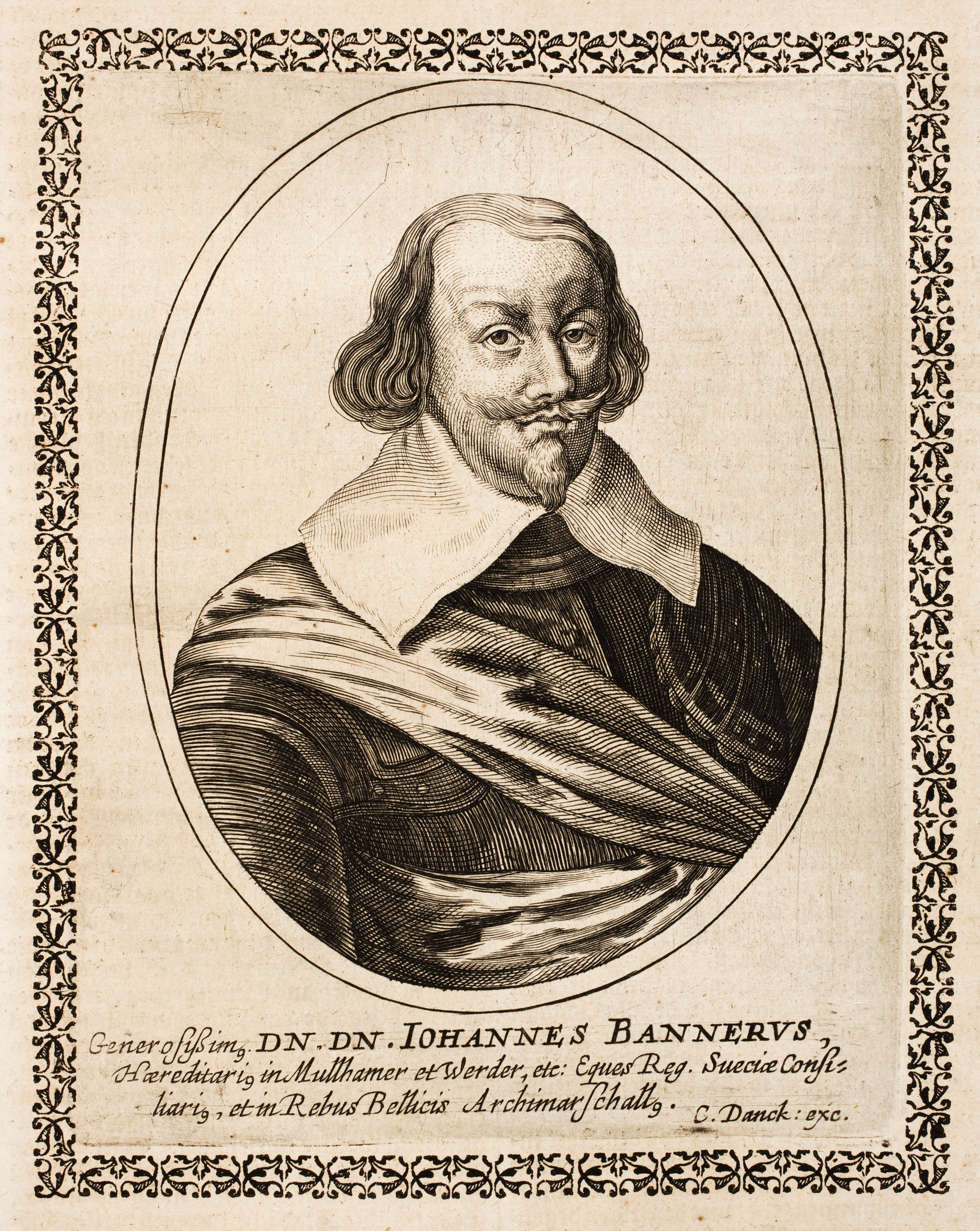
Johan Banér, schwedischer Befehlshaber und Gallas’ Kontrahent in Pommern

Im Juni 1637 wurde Gallas vom sächsischen Kurfürsten Johann Georg I. zu einem ausführlichen Trinkgelage empfangen. Seine Trinkfestigkeit hinterließ beim Kurfürsten großen Eindruck. Die militärisch zu lösende Aufgabe war es, die im Vorjahr nach ihrem großen Sieg in der Schlacht bei Wittstock nach Sachsen eingedrungene schwedische Armee zurückzuschlagen. Der Kaiser wünschte sich einen entscheidenden Sieg, der die Schweden vollständig aus dem Reich vertreiben sollte. Nach dem Prager Friedensschluss mit den Sachsen als seinen neuen Verbündeten hatte der Kaiser die Illusion, dass dies mit einer einzigen großen Kraftanstrengung gelingen konnte. Dabei überschätzte er die Fähigkeiten sowohl von Gallas, der trotz seiner Trunksucht immer noch sein Vertrauen hatte, aber auch die Stärke der kaiserlich-sächsischen Armee. Die Armee hatte zwar bei der Vertreibung der Schweden aus Sachsen schon Anfangserfolge errungen, jedoch blieb noch viel zu tun. Die schwedische Armee unter Befehl von Banér stand bei Torgau. Nördlich davon hatten kaiserliche Truppen die Städte Magdeburg und Wittenberg besetzt und versperrten auch bei Pretzsch in Sachsen-Anhalt den kürzesten Weg für den Rückmarsch des schwedischen Heeres zu ihren Stützpunkten an der Ostseeküste in Pommern. Für das schwedische Heer war deshalb nur der Rückweg nach Osten über die Oder möglich. Damit begann Ende Juni 1637 ein Wettlauf beider Armeen auf parallel verlaufenden Routen zu den Übergängen über die Flüsse Elster, Spree und Oder. Auf dem ersten, ca. 250 km langen Abschnitt bis zur Oder war Gallas mit dem kaiserlichen Heer schneller. Er erreichte die Festung Landsberg an der pommerschen Grenze eher als die Schweden und blockierte ihnen den Weg.
Das schwedische Heer, das Teile seines Fuhrparks zurückgelassen hatte, um die Zugpferde als Reitpferde nutzten zu können, erreichte Landsberg erst am 5. Juli 1637. Um trotz der Blockade die Ostseeküste zu erreichen, erwog Banér das Überschreiten der nah benachbarten polnischen Grenze, was aber eine riskante Provokation des polnischen Königs bedeutet hätte. Banér löste das Problem trickreich, indem er nur den Train einschließlich der Kutsche seiner Ehefrau über das polnische Gebiet nach Norden ziehen ließ. Er selbst zog mit dem Heer nach Westen an die Oder, fand eine Furt über den Fluss und erreichte den schwedischen Stützpunkt Stettin, bevor ihn Gallas einholen konnte. Banér war mit Glück aber auch mit Geschick der gesammelten Macht der Reichsarmee entkommen und die Schweden hatten ihre als uneinnehmbar bekannten Quartiere an der Ostseeküste ohne größere Verluste erreicht. Diese schwedischen Quartiere an der Ostsee hätte man nur mit Unterstützung von See aus, mit Hilfe der Flotte des dänischen Königs Christian IV. bekämpfen können. Deshalb setzte die kaiserliche Seite auf die zunehmend kaiserfreundliche Einstellung des dänischen Königs und auf seine Unterstützung im Kampf gegen den gemeinsamen Feind Schweden.

#### Kämpfe an der Ostseeküste
Für die nach dem Wettlauf an die Ostsee in Brandenburg und Pommern stehende Reichsarmee erwuchsen gegen Ende des Jahres 1637 neue große Probleme. Versuche von Gallas, nach Pommern vorzudringen scheiterten. Baner war nicht zu ertappen – so hieß es in einem Bericht. Gallas musste sich darauf beschränken, Banér und sein Heer, das von Schweden aus über die Ostsee versorgt wurde, hinter der Peene einzuschließen.
Der enttäuschende Ausgang des Feldzugs brachte Gallas viel Kritik ein, zumal er es versäumt hatte, die schlechten Ergebnisse dem Kaiser rechtzeitig mitzuteilen. Schon drohte Gallas in Wien die Abberufung, als einige militärische Erfolge Abhilfe schafften. Ein Handstreich bei Tribsees führte zum Wechsel eines schottischen Regiments der Schweden auf die kaiserliche Seite und ein Gefecht bei Loitz brachte 1.000 Gefangene, unter denen beinahe auch der spätere Feldherr Carl Gustaf Wrangel gewesen wäre. Im Winter wurden Stadt und Schloss Wolgast und Demmin erobert und das auf Usedom vorgefundene Getreide komplett abgeerntet.

#### Rückkehr von der Ostsee und Niedergang des Heeres

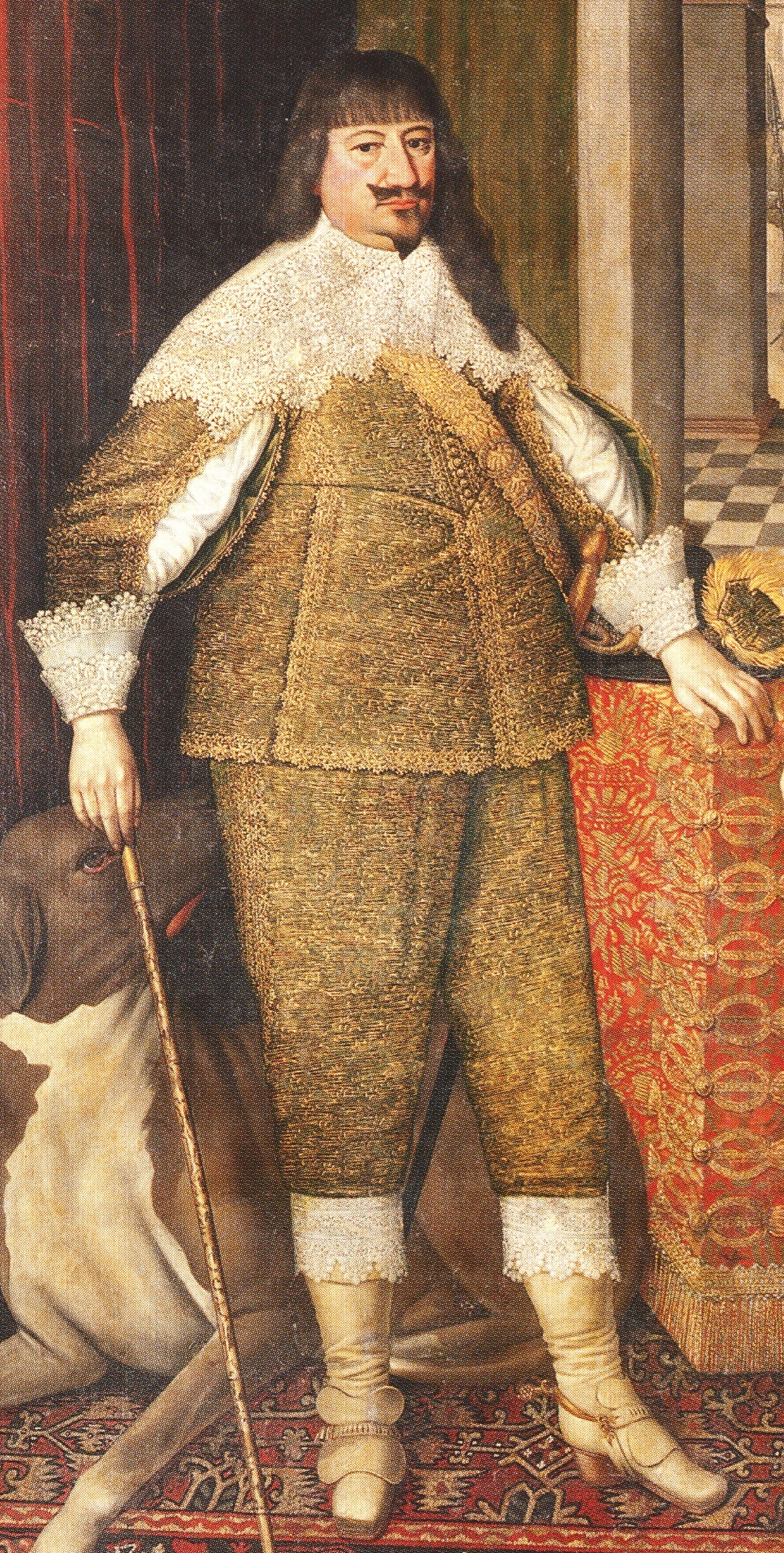
Kurfürst Georg Wilhelm von Brandenburg

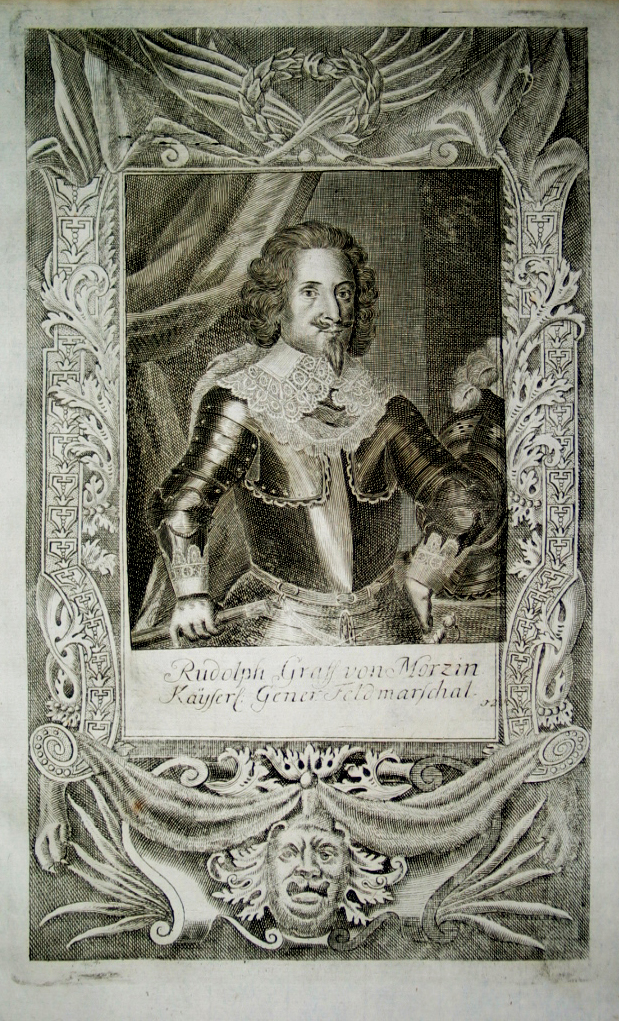
Rudolph von Marzin

Zum zentralen Problem für das kaiserliche Heer mit einer ungefähren Anfangsstärke von ca. 11.000 Reitern und 10.000 Fußsoldaten wurde in den folgenden Wintermonaten die Frage nach Quartieren und Versorgung. Das schon lange im Felde stehende Heer befand sich nicht im Land des Feindes, sondern im verbündeten Kurfürstentum Brandenburg. Kurfürst Georg Wilhelm hatte nach den Regeln des Prager Friedens ein Mitspracherecht, sein Land war bereits von den Schweden ausgeplündert worden und hatte ein eigenes Heer zu versorgen, sodass er den Kaiserlichen weder Quartiere noch Versorgung zur Verfügung stellte, ähnlich wie auch der Kurfürst von Sachsen. Versuche, Versorgung aus Polen zu beschaffen, scheiterten an hohen Geldforderungen. Die Versorgung aus Schlesien und Böhmen funktionierte unzureichend, weil der Proviant per Schiff nur entlang der Elbe transportiert werden konnte und der folgende Landweg nahe der Front unsicher war. Auch Geldzahlungen der von Quartieren befreiten Fürstentümer und Zwangszahlungen der Reichsstädte erreichten keine schnelle Abhilfe. Die lange erfolglosen Verhandlungen über Winterquartiere zogen sich bis in den April des Folgejahres hin, für die Kavallerie wurden Anfang 1638 im Niedersächsischen Kreis nur überwiegend schlechte Quartiere gefunden, wobei der Widerstand der Fürsten und der örtlichen Bevölkerung groß war. Im Bistum Bremen kam es sogar zu Aufständen von Bauern, die ihre Vorräte in Sicherheit brachten und schwedischen Truppen geheime Wege zum Überfall auf das kaiserliche Heer zeigten. Gallas zog nachher das Fazit, dass seine Truppen nur im Südosten des Kreises, in den Städten Halberstadt, Mühlhausen und Nordhausen reguläre Quartiere erhielten hätten. Im Laufe des Winters verstarben viele Söldner, desertierten oder liefen sogar zum besser zahlenden Feind über. Im März 1638 erledigten sich auch die Gerüchte über Friedenswünsche der Schweden, die in Verhandlungen mit Franz Albrecht von Sachsen-Lauenburg scheinbar bereit gewesen waren, sich aus dem Reich herauskaufen zu lassen. Es kam anders und im Vertrag von Hamburg verlängerten die Schweden am 6. März 1638 ihr Bündnis mit Frankreich.
Als die kaiserliche Kavallerie im Frühsommer 1638 aus ihrem Winterquartier zurückkehrte, plante Gallas ein gemeinsames Vorgehen mit den Brandenburgern gegen die schwedischen Küstenorte. Der Kurfürst von Brandenburg beanspruchte Pommern für sich als Erbe des letzten Herzogs Bogislaw XIV. nach dem Aussterben des Herrscherhauses der Greifen im März 1637, was durch die schwedischen Besetzer des Landes verhindert wurde. Daher überließ man den Brandenburgern bereitwillig das östliche Operationsgebiet an der Odermündung und in Hinterpommern, während Gallas’ Armee sich in Malchin im Osten Mecklenburgs sammelte. Zu Beginn der Operationen im Juni lehnten sowohl der brandenburgische Kurfürst als auch Gallas’ Unterbefehlshaber Hans Wolf von Salis eine Offensive ab, weil sie den Gegner an Kavallerie für überlegen hielten. Auf kaiserlicher Seite standen erst 1500 Reiter zur Verfügung, während der Kurfürst angeblich über 8000 Infanteristen und 3000 Reiter verfügte. Bei der Musterung der brandenburgischen Truppen am 6. August bei Zehdenick kamen jedoch nur 2000 Infanteristen und 1000 Reiter zusammen. Der sächsische Kurfürst war im Norden überhaupt nur mit drei schwach besetzten Regimentern Infanterie in Garnisonen und einem Reiterregiment vertreten, während sein Feldheer von etwa 4000 Mann in Thüringen stand, um das immer noch schwedisch besetzte Erfurt zur Übergabe zu bringen. Auf der Gegenseite hatte Banér dagegen eine deutlich größere Verstärkung von 14.000 Mann erhalten, mit denen er wieder in die Offensive gehen konnte. Im Juli eroberte Banér von Stettin aus Gartz an der Oder, im August Loitz und im September auch Wolgast. Gallas sah seine Aufgabe mit den zur Verfügung stehenden Mitteln nur noch in der Defensive, um Banér von den habsburgischen Erblanden fernzuhalten. Er gab die kleineren befestigten Orte in Pommern wie Tribsees oder Ribnitz auf und konzentrierte ihre Garnisonen in Demmin. Eine ihm zunächst zugesagte Verstärkung von zwei Infanterieregimentern wurde im Herbst stattdessen zum Entsatz von Breisach geschickt, da sich zunehmend der Fall der habsburgischen Hauptfestung am Oberrhein abzeichnete.
Die Versorgung in Pommern wurde unterdessen immer schlechter, da die Einwohner dieses Jahr nur wenig ausgesät hatten und sich nun kaum trauten, mitten im Kriegsgebiet die Ernte einzuholen. Gallas berichtete, dass seine Soldaten sich von Äpfel und Birnen ernähren müssten, da diese auch von selbst wuchsen. Im Oktober zog er sich auch aus Mecklenburg in die Prignitz zurück, um vom vorrückenden Banér nicht von der Elbe abgeschnitten zu werden. Dass sein Heer schließlich bis in die Erblande zurückgehen musste, lag wesentlich daran, dass der Niedersächsische Kreis nicht noch einmal Winterquartiere zur Verfügung stellen wollte. Ein Kreistag in Lüneburg beriet Ende des Jahres die kaiserlichen Anfragen so lange ergebnislos, bis das Anliegen von selbst hinfällig geworden war. Kaiser Ferdinand hatte Gallas im Herbst befohlen, nicht eigenmächtig in den Reichskreis einzurücken. Der Kreis war nicht nur zustimmungspflichtig, sondern es wurde aufgrund der Mitglieder Christian von Dänemark und Georg von Lüneburg auch besondere Rücksicht auf ihn genommen. Als die Sachsen unter Rudolph von Marzin im November doch noch eintrafen, begannen sie mit Gallas zusammen noch einen Vorstoß, um Banér zu beschäftigen, während die Brandenburger einen Handstreich auf Stettin versuchten. Schon kurz hinter der Elbe wurde die kaiserliche Vorhut aber bei Perleberg angegriffen und zurückgeschlagen. Gallas gelang es nur noch, einen Konvoi mit Proviant zum isolierten pommerschen Außenposten Demmin auf den Weg zu bringen, bevor er sich mit der kaiserlichen Armee wieder zurückzog. Die Brandenburger gaben ebenfalls auf und wurden als Besatzung in ihre eigenen Garnisonen zurückgeschickt. Als Winterquartiere wurden Gallas’ Armee Schlesien für die Hälfte und Böhmen für ein Viertel der Regimenter zugewiesen. Nur das restliche Viertel der Truppen konnte doch wieder in den Südosten des Niedersächsischen Kreises in und um das Hochstift Halberstadt einziehen. Am 26. Dezember ging das kaiserliche Heer bei Tangermünde über die Elbe.
Mit einem Feldheer von nur noch etwa 6000 Mann kehrte Gallas Anfang 1639 nach Böhmen zurück, er selbst berichtete, ein Drittel seiner Männer verloren zu haben. Das Warten auf die Verbündeten für einen letzten Vorstoß hatte die Lage noch verschlimmert und das Ergebnis brachte ihm durch französische Propaganda und den schwedischen Reichshistoriker Bogislaw Chemnitz den bleibenden Beinamen „Heerverderber“ ein. Der Historiker Lothar Höbelt nennt den Gallas-Feldzug von 1637/38 die entscheidende Phase des Krieges für die kaiserliche Kriegsführung. Mit dem Scheitern von Gallas waren für den Kaiser die Chancen auf einen baldigen und siegreichen Abschluss des Krieges endgültig geschwunden. Die Schweden starteten noch im Januar eine verheerende Gegenoffensive. Sie umgingen die verbliebenen kaiserlichen Garnisonen im Norden, weil ihre eigene Versorgung dort ebenso prekär war, und zogen über Altmark und Saale nach Sachsen. Unterwegs besiegten sie erst am 6. März an der Saale einen kaiserlichen Trupp unter Salis, dann am 14. April die sächsische Armee unter Marzin bei Chemnitz, wodurch der Weg nach Böhmen frei war. Gallas blieb vorerst Oberbefehlshaber und wurde mit der Verteidigung Böhmens gegen Banérs Schweden betraut. Obwohl er Banérs Angriffe auf Prag abwehren konnte, wurde er letztendlich für den schlechten Zustand der Armee verantwortlich gemacht und als Befehlshaber abgelöst. Am 20. August 1639 beauftragte der Kaiser seinen eigenen Bruder, Erzherzog Leopold Wilhelm von Österreich, an Gallas’ Statt mit dem Kommando über die Armee.

### Rückkehr als Oberbefehlshaber
Anfang 1643 gab Leopold Wilhelm als Reaktion auf die Niederlage bei Breitenfeld sein Amt auf. Dessen Stellvertreter Piccolomini trat in spanische Dienste über, die meisten anderen italienischen Offiziere baten um Beurlaubung, um im Castro-Krieg in ihrer Heimat zu kämpfen. Melchior von Hatzfeldt hatte das übergangsweise Übernehmen des Oberkommandos abgelehnt, weil er die „Welschen“ in der kaiserlichen Armee (damit waren die Italiener gemeint) für Breitenfeld verantwortlich machte und deren angebliches Versagen nicht wiedergutmachen wollte. Gallas erschien hier als der Kompromisskandidat, der von Breitenfeld unbelastet war und den Deutschen wie „Welschen“ gleichermaßen vermittelbar. Für die Übernahme des Kommandos stellte Gallas mehrere Bedingungen auf, die Kaiser und Hof ihm nur zum Teil erfüllen konnten. Neben den Offizieren Heinrich von Mercy, Johann Wilhelm von Hunolstein und Georg Adam von Traudisch als Teil seines Generalstabs forderte Gallas, dass die bayrische Armee sich nicht mehr wie Anfang 1642 von den Kaiserlichen trennen dürfe, sondern dauerhaft Truppen an seine Seite stelle. Hunolstein und Traudisch leisteten Gallas bald zuverlässige Dienste, die Bayern wurden jedoch dauerhaft im Südwesten gegen die Franzosen gebraucht, die nach Siegen über die Spanier mehr Truppen nach Deutschland senden konnten.
Militärisch ging es wie 1639 wieder um die Abwehr eines schwedischen Vorstoßes nach Böhmen. Gallas nahm im April ein festes Lager bei Königgrätz ein, um General Torstensson den direkten Weg zu dessen 1642 eroberten mährischen Stützpunkt Olmütz zu verlegen, während Westböhmen von 2000 kaiserlichen Reitern unter dem Obristen Kapoun gedeckt wurde. Als Torstensson Leitmeritz und Mělník an der Elbe angriff, schickte Gallas den Obristen Jan van der Croon mit zwei Regimentern nach Podiebrad östlich von Prag, um die böhmische Hauptstadt und die Elbe sichern. Torstensson gelang es, beim Angriff auf Mělník genug Flussschiffe für eine große Schiffsbrücke zu erbeuten, mit der seine gesamte Armee Anfang Juni die Elbe nach Süden überqueren konnte. Nach diesem Angriff zog Gallas zunächst den Schweden entgegen nach Brandeis, verfolgte sie dann aber nur auf dem nördlichen Flussufer. Die Schweden zogen nach Osten über Kolín und Leitomischl nach Mähren, versorgten das den Winter über von den Kaiserlichen blockierte Olmütz und eroberten die an der March gelegenen Städte. Gallas hatte bei Pardubitz mit seinem Heer die Elbe überschritten und verfolgte die Schweden mit gewissem Abstand und weit nach Süden bis nach Brünn ausholend.
Ab Mitte Juli lag Gallas bei Kojetein gegenüber den Schweden, die mittlerweile zwar zahlenmäßig unterlegen waren, sich aber in einem kaum angreifbaren Lager bei Tobitschau zwischen den Flüssen March und Blata verschanzten. Abhilfe sollte eine vom polnischen König Władysław IV. vorgeschlagene und vom kaiserlichen Hof initiierte Diversion nach Pommern schaffen, wozu der Generalwachtmeister Joachim Ernst von Krockow im August mit 4000 Reitern in Böhmen aufbrach. Dieser erreichte in Pommern wenig, zog aber immerhin schwedische Truppen von anderen Kriegsschauplätzen auf sich, vor denen er im Oktober die Flucht auf polnisches Gebiet ergriff. Der Kaiser begab sich Ende August persönlich nach Ungarn, um dort Truppen gegen die Schweden zu sammeln. Diese umgingen in der gleichen Zeit Gallas’ Lager, um gegen Brünn vorzugehen. Gallas folgte ihnen, die Schweden gingen aber wieder auf Olmütz zurück und nahmen die Belagerung der Deutschordensburg Eulenburg auf, die sie am 7. Oktober eroberten, nachdem Gallas sich gegen einen Entsatz entschieden hatte. Torstensson zog anschließend nach Schlesien ab, nicht ohne Gallas das ominöse Angebot zu senden, entweder eine Entscheidungsschlacht mit ihm zu wagen, oder einen Waffenstillstand zu schließen. Torstensson war zuvor über die schwedischen Pläne zum Präventivangriff auf Dänemark informiert worden und durchquerte nun zügig Schlesien, während die ahnungslosen Kaiserlichen unter Gallas ihn nur zögerlich verfolgten.

#### Der Feldzug nach Dänemark endet im Desaster

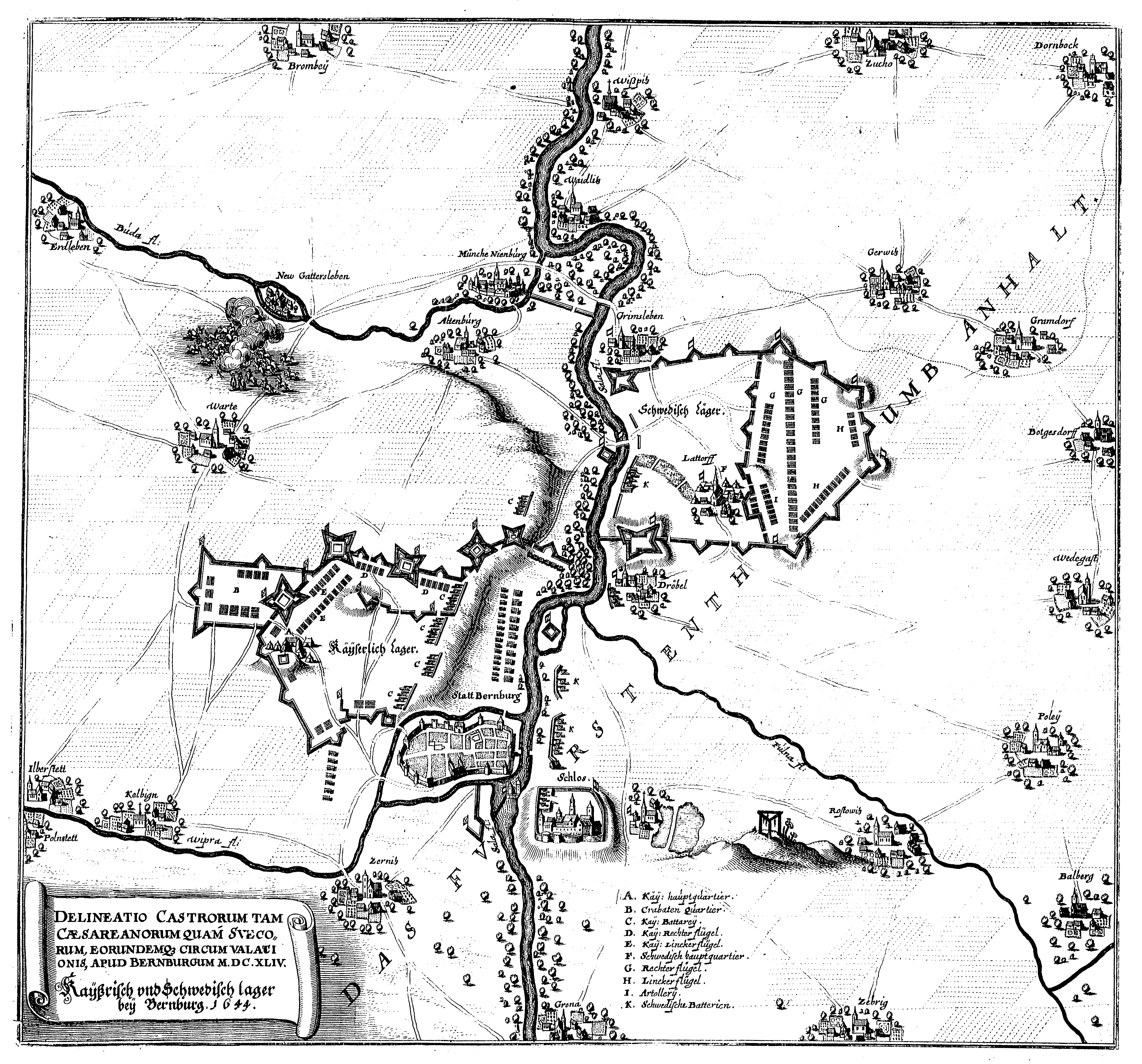
Die gegenüberliegenden Stellungen von Kaiserlichen und Schweden bei Bernburg

1644 führte Gallas im Rahmen des Torstenssonkrieges ein kaiserliches Heer nach Holstein, um Dänemark im Kampf gegen die Schweden Beistand zu leisten. Er begann den Feldzug verzögert und mit weniger Soldaten als erhofft, als er am 6. Juli mit 12.000 bis 14.000 Mann bei Tangermünde die Elbe überschritt. Das Heer erreichte am 18. Juli das schwedisch besetzte Boizenburg, dessen Garnison sich in einem Turm verschanzt hatte. Turm und Besatzung wurden nach zehn Tagen von den kaiserlichen Truppen in die Luft gesprengt. Am 27. Juli erreichte Gallas Mölln, wo er Proviant beschaffen und auf Verstärkung durch den Verdener Bischof Friedrich, Sohn des dänischen Königs, warten wollte, weil er – wie so häufig – das feindliche Heer unter Torstensson als überlegen einschätzte. König Christian IV. von Dänemark forderte Gallas am 5. August auf, zur Kieler Förde zu ziehen, wo die schwedische Flotte seit dem 22. Juli nach der Seeschlacht auf der Kolberger Heide durch die dänische Flotte eingeschlossen war. Gallas brach nicht sofort auf, wartete zunächst weiter auf die verspätete Verstärkung und erreichte deshalb die Kieler Förde erst am 11. August. Durch einen Wetterumschwung am 9. August begünstigt, hatte die schwedische Flotte die Förde aber bereits verlassen können und vermied es, von zwei Seiten aus beschossen zu werden. Am 13. August nahm Gallas Kiel ein, wurde dann aber von seinem Gegner Torstensson überlistet, der mit dem schwedischen Heer auf einer geheimen Route (Stapelholmer Weg) das kaiserliche Heer unbemerkt Richtung Süden umging. Am 18. August erreichte das schwedische Heer Neumünster und hatte damit auf dem Weg nach Süden in die von kaiserlichen Truppen weitgehend entblößten Gebiete in Mitteldeutschland einen Vorsprung gewonnen. An Kavallerie unterlegen, konnte das kaiserliche Heer unter Gallas den Schweden bei der Verfolgung kaum folgen und nicht zusetzen.
Der weiteren Rückzug elbaufwärts erfolgte durch Gebiete, aus denen das schwedische Heer durch Plünderungen die verbliebene Nahrung gezogen hatte. Gallas verlor ein weiteres Mal große Teile des ihm anvertrauten Heeres, das zunächst bei Bernburg eingeschlossen wurde und dem wegen eines frühen Wintereinbruchs Ende Oktober der Proviant ausging. Am 21. oder 22. November gelang Gallas der Ausbruch nach Magdeburg. Magdeburg war eine gut mit Proviant versorgte Festung des sächsischen Verbündeten, jedoch weigerte sich der Festungskommandant angesichts einer drohenden schwedischen Belagerung, die für seine Besatzung bestimmten Vorräte mit den Kaiserlichen zu teilen. Da für die Pferde in der Umgebung der Stadt kein Futter aufzutreiben war, schickte Gallas die Kavallerie mit 4000 Reitern weiter. Ein Teil von ihnen unter Befehl von Enkevort geriet in der Schlacht bei Jüterbog in Gefangenschaft. Der Rest der Reiter entkam unter dem Kommando Bruays in die Oberlausitz. Gallas verblieben in Magdeburg Anfang Dezember nach eigenen Angaben 4000 Mann Infanterie, 200 Reiter und 1500 Reiter ohne Pferde, die bis Ende Dezember auf 1500 Gesunde und 1200 Kranke zusammenschmolzen. In einem letzten Ausbruch führte Gallas’ Unterbefehlshaber Hunolstein am 7. Januar 1645 1400 noch marschfähige Fußsoldaten zusammen mit den letzten Reitern und 12 Feldgeschützen aus Magdeburg, da Gallas selbst erkrankt war. Hunolstein gelang es, die restliche Infanterie ohne Zwischenfälle über Wittenberg nach Böhmen zu führen. Gallas brach erst nach seiner Genesung auf und kam am 16. Februar in Prag an, angeblich ohne ein Zeichen kaiserlicher Ungnade. Trotzdem war Gallas anschließend zum Zuschauen verdammt, als ein mit Verstärkungen aus Ungarn und Bayern Hals über Kopf zusammengestelltes Heer unter dem Befehl Hatzfeldts in der Schlacht bei Jankau schwer geschlagen wurde.
Zur Abwehr des folgenden Einfalls der Schweden in Niederösterreich wurde schließlich erneut Erzherzog Leopold Wilhelm zum Nachfolger von Gallas als Oberbefehlshaber ernannt. Für Gallas ergab sich aber rasch eine neue Aufgabe. Bei der Niederlage in der Schlacht bei Jankau war Götzen gefallen und Hatzfeld und viele andere Offiziere waren in Gefangenschaft geraten. Gallas wurde beauftragt, in Böhmen versprengte kaiserliche Truppen zu sammeln und in Budweis ein neues Korps aufzustellen. Im Juni 1645 zog er 14000 Mann bei Schüttenhoffen zusammen, um die Schweden von der Belagerung Brünns abzulenken. Am 1. Mai war die neue Rolle von Gallas auch formal bestimmt worden: Er behielt den Posten des Generalleutnants und diente als Berater Leopold Wilhelms. Diese Konstellation blieb nicht ohne Konflikte; Ende 1645 deutete sich an, dass eine Reihe von Höflingen und Offizieren zunehmend die Autorität Leopold Wilhelms untergruben und sich lieber Gallas als Oberbefehlshaber wünschten. Der Erzherzog drängte Gallas daher zum Rückzug von seinem Posten und aus dem aktiven Kommando.

#### Gallas als Notbehelf
Noch einmal wurde Gallas im Dezember 1646 der Oberbefehl über die kaiserlichen Truppen übertragen, nachdem sein Nachfolger Leopold Wilhelm in seinem letzten Feldzug von den Schweden und Franzosen am Main ausmanövriert und tief nach Bayern zurückgedrängt worden war. Außerdem hatte der Erzherzog in Aussicht, im kommenden Jahr die Statthalterschaft der Spanischen Niederlande anzutreten. Im Januar 1647 traf Gallas im kaiserlichen Hauptquartier in Regensburg ein, wo er eine führungslose Armee vorfand, in der nach Leopold Wilhelms vorzeitiger Abreise in die Niederlande nur noch Wenzel Eusebius von Lobkowicz notdürftig versuchte, die Ordnung aufrechtzuerhalten. Aufgrund des schlechten Zustands der Truppen drängte Gallas daher dazu, militärische Aktionen zu vermeiden und sich auf den Erhalt der Streitmacht zu konzentrieren. Mittlerweile zu schwer erkrankt, um noch einen weiteren Feldzug führen zu können, legte Gallas den Oberbefehl bereits im März 1647 kurz vor seinem Tod nieder. Am 8. April traf er schwer krank in Wien ein. Der Versuch, einen Nierenstein zu entfernen, führte zu einer Verletzung der Harnblase. Angeblich hatte er aus Misstrauen gegenüber den deutschen Ärzten einen italienischen Barbier mit der Operation beauftragt. Bei der Obduktion wurde ein bohnengroßer Stein in der linken Niere gefunden, alle anderen Organe waren unauffällig. Er wurde in der von ihm gestifteten Gruft in der Simons-Kapelle in St. Peter und Paul (Trient) bestattet. Im Amt als Oberbefehlshaber folgte ihm Peter Melander von Holzappel nach.

## Auszeichnungen
Gallas war Gutsherr auf Friedland, Reichenberg, Smirschitz und Horzeniowes. Am 10. März 1632 wurde er in den Reichsgrafenstand erhoben. Im Jahr 1635 wurde er zum „Herzog von Lucera“ (Apulien) und „Grande von Spanien“ ernannt.

## Familie
Gallas war zweimal verheiratet. Während des Mantua-Feldzugs heiratete er zuerst 1630 Isabella von Arco (* 1608; † 1632), die Tochter des Grafen Sigismund von Arco, in einer Doppelhochzeit mit Johann von Aldringen, der Isabellas Schwester Livia ehelichte. Nach zwei Jahren Ehe starb Isabella kinderlos. 1634 schloss Gallas seine zweite Ehe mit Dorothea Anna Gräfin von Lodron (* 22. Januar 1619; † 23. Mai 1666 in Mährisch Kromau), einer Verwandten des Salzburger Fürstbischofs Paris von Lodron als Tochter des Philipp Jakob Graf von Lodron und der Victoria Gräfin von Collalto. Das Paar hatte folgende Kinder:
- Franz Ferdinand Ignaz Matthias (* 1635; † 4. Januar 1697 in Prag), Herzog von Lucera, kaiserlicher Generalmajor ⚭ (1.) Gräfin Katharina Barbara von Martinic (2.) Gräfin Johanna Emerentia Gaschin von Rosenberg (1646–1735)[71]
- Theresia Annunziata Franziska (* 1636; † 1665) ⚭ Graf Ferdinand Leopold von Nachod (* 1625; † 1672)[72]
- Anton Pankraz (* 1638; † 28. Juli 1695), kaiserlicher Oberst, Kommandeur des Dragoner-Regiments Gallas[73]
- Maria Viktoria (* 1639; † 30. April 1687)  ⚭ Graf Johann Wenzel von Kolowrat (* 1628; † 1690), kaiserlicher Kämmerer[74]
- Ignaz Felix (* 1643; † Jung)[71]
- Ignatia Anna Maria (* 1646; † 11. Mai 1648)
- Ferdinand (* 8. Mai 1647; † kurz darauf)

Die Witwe Dorothea Anna heiratete am 7. Juli 1650,  drei Jahre nach dem Tod ihres Mannes, Ferdinand Johann von Liechtenstein (1622–1666), einen Sohn von Gundaker von Liechtenstein.

## Rezeption
Durch die kaiserliche Entschließung von Franz Joseph I. vom 28. Februar 1863 wurde Matthias Gallas in die Liste der „berühmtesten, zur immer währenden Nacheiferung würdiger Kriegsfürsten und Feldherren Österreichs“ aufgenommen, zu deren Ehren und Andenken auch eine lebensgroße Statue in der Feldherrenhalle des damals neu errichteten k.k. Hofwaffenmuseums (heute: Heeresgeschichtliches Museum Wien) errichtet wurde. Die Statue wurde 1867 vom Bildhauer Thomas Seidan (1830–1890) aus Carrara-Marmor geschaffen, gewidmet wurde sie von Kaiser Franz Joseph selbst.
Der Dramaturg Ludwig Stark erwähnte Matthias Gallas in seinem 1897 uraufgeführten Historischen Festspiel, das die gewaltlose Übergabe der Reichsstadt Dinkelsbühl an die Schweden am 11. Mai 1632 thematisierte. Von Gallas erwarteten Bürgermeister und Ratsherren, so heißt es dort, „Daß der uns seine näher'n Kräfte leihe.“ Weil diese Erwartung enttäuscht wurde, steht der Vorwurf im Raum, dass Gallas als kaiserlicher Generalleutnant der Reichsstadt Dinkelsbühl nicht zu Hilfe gekommen wäre. Bei der Dinkelsbühler Kinderzeche wird das Festspiel bis heute jährlich aufgeführt.